# NHL Entry Draft 2002
Der NHL Entry Draft 2002 fand am 22. und 23. Juni 2002 im Air Canada Centre in Toronto in der kanadischen Provinz Ontario statt. Bei der 40. Auflage des NHL Entry Draft wählten die Teams der National Hockey League (NHL) in neun Runden insgesamt 291 Spieler aus. Als First Overall Draft Pick wurde der kanadische Flügelstürmer Rick Nash von den Columbus Blue Jackets ausgewählt. Auf den Positionen zwei und drei folgten Kari Lehtonen für die Atlanta Thrashers und Jay Bouwmeester für die Florida Panthers.
Der Draft 2002 gilt als einer der schwächeren der NHL-Historie, was sich unter anderem am Prozentsatz der Spieler zeigt, die mindestens ein NHL-Spiel absolviert haben: 36 % in diesem Jahr im Vergleich zu 44 % im Vor- und 45 % im Folgejahr. In die Hockey Hall of Fame wurde bisher kein Akteur aufgenommen, während diesbezüglich nur Duncan Keith als wahrscheinlicher Kandidat gilt. Weitere erwähnenswerte Spieler sind unter anderem Scottie Upshall, Joffrey Lupul, Alexander Sjomin, Alexander Steen, Cam Ward, Jarret Stoll, Trevor Daley, Jiří Hudler, Johnny Boychuk, Tomáš Fleischmann, Gregory Campbell, Frans Nielsen, Valtteri Filppula, Curtis McElhinney, Dennis Wideman sowie Jonathan Ericsson als letzter Pick. Ferner befanden sich unter den 291 Picks 21 zusätzliche Wahlrechte, die gemäß dem Collective Bargaining Agreement jene Teams erhielten, die bestimmte Spieler über die Free Agency verloren hatten.

## Draft-Reihenfolge

### Lotterie
| Nr. | Team                    | Chance |
| 1.  | Atlanta Thrashers       | 25,0 % |
| 2.  | Columbus Blue Jackets   | 18,8 % |
| 3.  | Florida Panthers        | 14,2 % |
| 4.  | Tampa Bay Lightning     | 10,7 % |
| 5.  | Pittsburgh Penguins     | 8,1 %  |
| 6.  | Nashville Predators     | 6,2 %  |
| 7.  | Mighty Ducks of Anaheim | 4,7 %  |

| Nr. | Team                | Chance |
| 8.  | Minnesota Wild      | 3,6 %  |
| 9.  | Calgary Flames      | 2,7 %  |
| 10. | New York Rangers    | 2,1 %  |
| 11. | Buffalo Sabres      | 1,5 %  |
| 12. | Washington Capitals | 1,1 %  |
| 13. | Dallas Stars        | 0,8 %  |
| 14. | Edmonton Oilers     | 0,5 %  |

Die Draft-Reihenfolge aller Teams, die in der Saison 2001/02 die Playoffs verpassten, wurde durch die Draft-Lotterie bestimmt. Dabei blieben die Wahrscheinlichkeiten gegenüber dem Vorjahr unverändert und sind in der Tabelle dargestellt. Ebenfalls galt weiterhin, dass ein Team mit dem Gewinn der Lotterie maximal vier Plätze aufsteigen konnte.
Die Lotterie gewannen die Florida Panthers, die somit um zwei Positionen von Rang drei auf eins aufstiegen. Die sonstige Draft-Reihenfolge entsprach der umgedrehten Abschlusstabelle der abgelaufenen Saison, unbeeinflusst vom Erfolg in den Playoffs. Ferner veränderte die Lotterie nur die Reihenfolge der ersten Wahlrunde.

### Transfer von Erstrunden-Wahlrechten
| Pick  | Datum             | Von                            | Zu                             | Modalitäten |
| ----- | ----------------- | ------------------------------ | ------------------------------ | --- |
| 1/3   | 22. Juni 2002     | Florida Panthers (Tausch)      | Columbus Blue Jackets (Tausch) | Die Panthers sandten ihr Erstrunden-Wahlrecht (1. Position) nach Columbus und erhielten im Gegenzug das Erstrunden-Wahlrecht der Blue Jackets (3. Position) sowie die Option, diesen Tausch auf ihren Wunsch auch im Draft 2003 vorzunehmen. Davon machten sie letztlich keinen Gebrauch. |
| 4     | 21. Juni 2002     | Tampa Bay Lightning            | Philadelphia Flyers            | Die Lightning sandten ihr Erstrunden-Wahlrecht nach Philadelphia und erhielten im Gegenzug Ruslan Fedotenko sowie zwei Zweitrunden-Wahlrechte in diesem Draft (34. und 52. Position). |
| 9/10  | 22. Juni 2002     | Calgary Flames (Tausch)        | Florida Panthers (Tausch)      | Die Flames sandten ihr Erstrunden-Wahlrecht (9. Position) nach Florida und erhielten im Gegenzug das Erstrunden-Wahlrecht der Panthers (11. Position) sowie ein Viertrunden-Wahlrecht in diesem Draft. |
| 10    | 18. März 2002     | New York Rangers               | Florida Panthers               | Die Rangers sandten Igor Ulanow, Filip Novák, ihr Erstrunden-Wahlrecht, ein Zweitrunden-Wahlrecht in diesem Draft (40. Position) sowie ein Viertrunden-Wahlrecht im Draft 2003 nach Florida und erhielten im Gegenzug Pawel Bure und ein Zweitrunden-Wahlrecht in diesem Draft (33. Position). |
| 13/26 | 12. Juni 2002     | Dallas Stars (Tausch)          | Washington Capitals (Tausch)   | Die Stars sandten ihr Erstrunden-Wahlrecht (13. Position) nach Washington und erhielten im Gegenzug das Erstrunden-Wahlrecht der Flyers (26. Position), ein Zweitrunden-Wahlrecht in diesem Draft sowie ein Sechstrunden-Wahlrecht im Draft 2003. |
| 14/15 | 12. Juni 2002     | Edmonton Oilers (Tausch)       | Canadiens de Montréal (Tausch) | Die Oilers sandten ihr Erstrunden-Wahlrecht (14. Position) nach Montréal und erhielten im Gegenzug das Erstrunden-Wahlrecht der Canadiens (15. Position) sowie ein Achtrunden-Wahlrecht in diesem Draft. |
| 17    | 10. November 2001 | Vancouver Canucks              | Washington Capitals            | Die Canucks sandten ihr Erstrunden-Wahlrecht sowie ein Drittrunden-Wahlrecht im Draft 2003 nach Washington und erhielten im Gegenzug Trevor Linden sowie ein Zweitrunden-Wahlrecht in diesem Draft. |
| 20    | 19. März 2002     | New Jersey Devils              | Dallas Stars                   | Die Devils sandten Jason Arnott, Randy McKay und ihr Erstrunden-Wahlrecht nach Dallas und erhielten dafür Joe Nieuwendyk und Jamie Langenbrunner. |
| 20    | 18. Juni 2002     | Dallas Stars                   | Columbus Blue Jackets          | Die Stars sandten das Erstrunden-Wahlrecht der Devils nach Columbus und erhielten dafür Ron Tugnutt sowie ein Zweitrunden-Wahlrecht in diesem Draft. |
| 20/30 | 22. Juni 2002     | Columbus Blue Jackets (Tausch) | Buffalo Sabres (Tausch)        | Die Blue Jackets sandten das Erstrunden-Wahlrecht der Devils (20. Position) nach Buffalo und erhielten dafür die Rechte an Mike Pandolfo sowie das Erstrunden-Wahlrecht der Red Wings (30. Position). |
| 23    | 13. März 2001     | St. Louis Blues                | Phoenix Coyotes                | Die Blues sandten Michal Handzuš, Ladislav Nagy, die Rechte an Jeff Taffe sowie ein Erstrunden-Wahlrecht im Draft 2001 oder 2002 nach Phoenix und erhielten im Gegenzug Keith Tkachuk. Dies wurde letztlich das Erstrunden-Wahlrecht dieses Jahres, da sie das des Vorjahres als Strafe dafür abgeben mussten, dass sie mit Scott Stevens vor dem Beginn der Free-Agency-Periode 1994 in Verhandlung getreten waren (tampering). |
| 26    | 19. März 2002     | Philadelphia Flyers            | Washington Capitals            | Die Flyers sandten Maxime Ouellet, ihr Erstrunden-Wahlrecht sowie je ein Zweit- und Drittrunden-Wahlrecht in diesem Draft nach Washington und erhielten im Gegenzug Adam Oates. |
| 30    | 29. Juni 2001     | Detroit Red Wings              | Buffalo Sabres                 | Die Red Wings sandten Wjatscheslaw Koslow und ihr Erstrunden-Wahlrecht nach Buffalo und erhielten im Gegenzug Dominik Hašek. |
| 30    | 22. Juni 2002     | Columbus Blue Jackets          | Atlanta Thrashers              | Die Blue Jackets sandten das Erstrunden-Wahlrecht der Red Wings nach Atlanta und erhielten im Gegenzug ein Zweit- und ein Drittrunden-Wahlrecht (31. und 82. Position) in diesem Draft. |

## Draft-Ergebnis

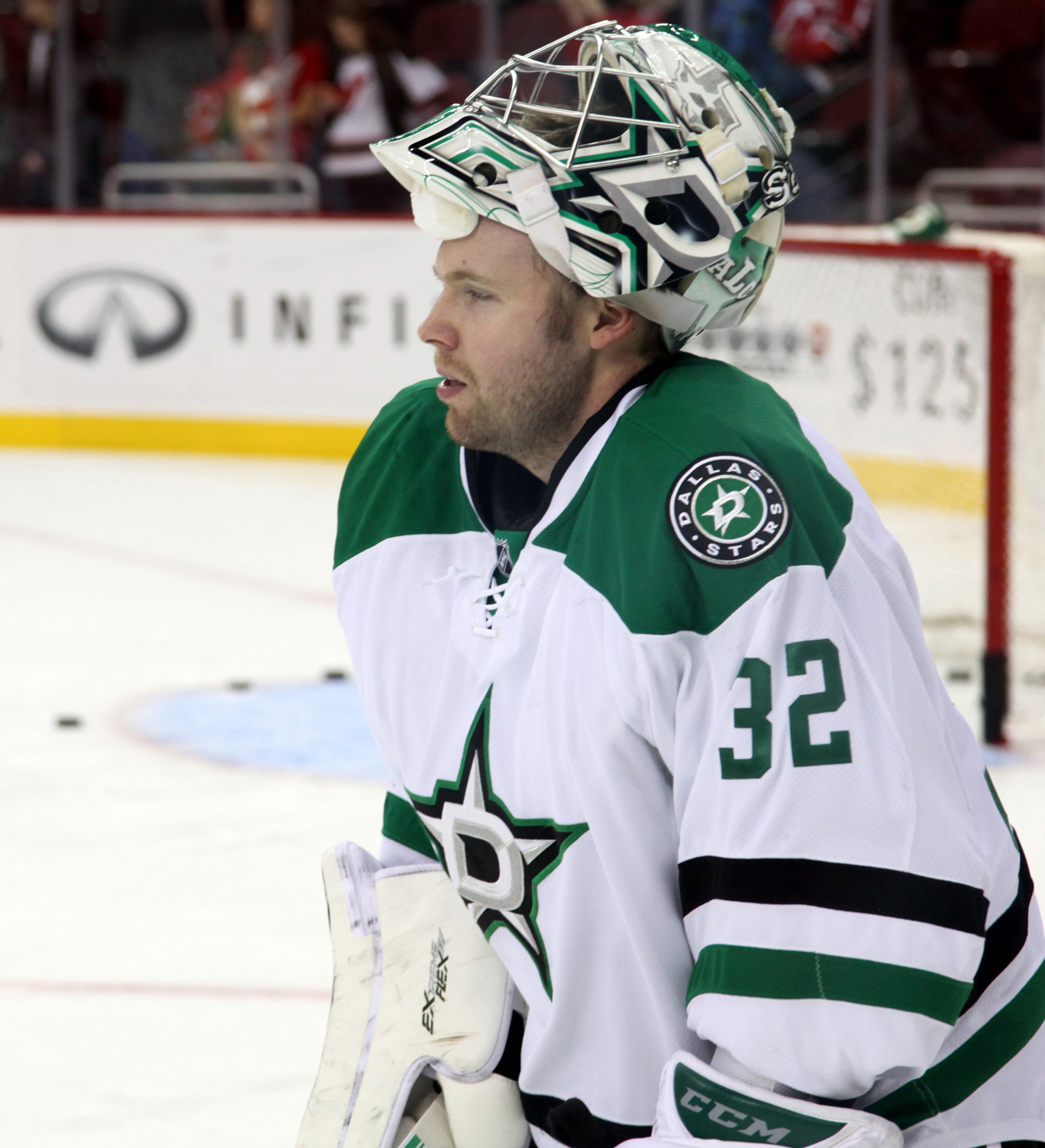
Kari Lehtonen, gewählt an Position 2

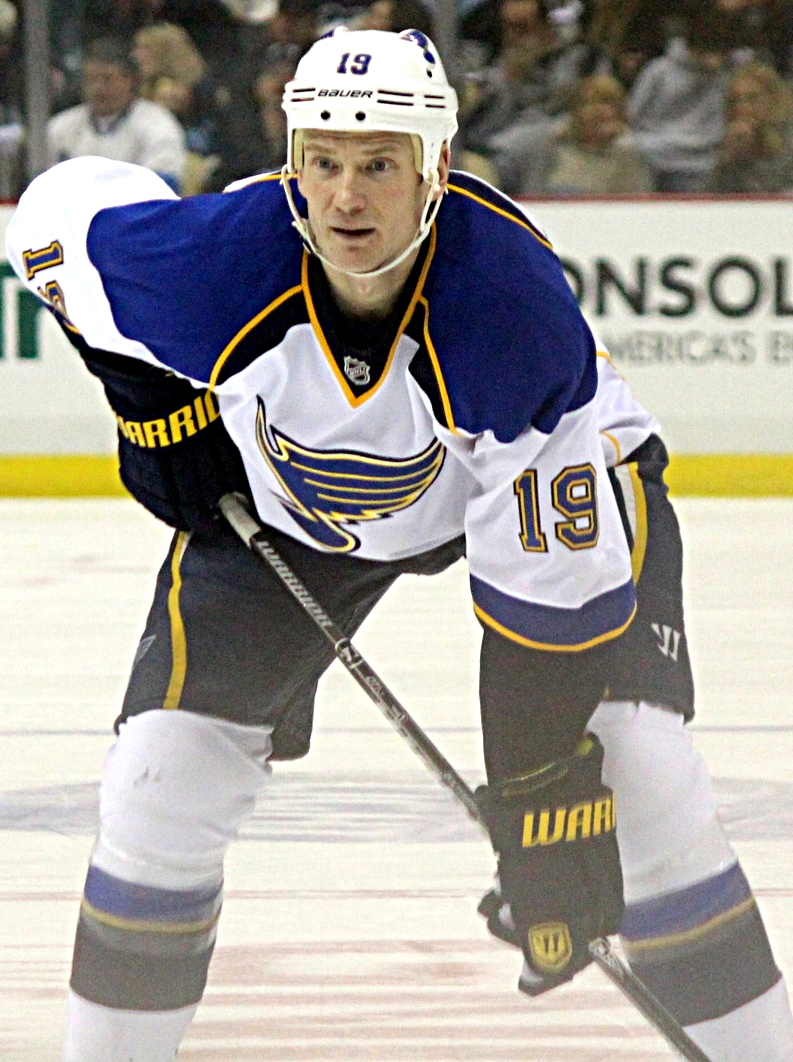
Jay Bouwmeester, gewählt an Position 3

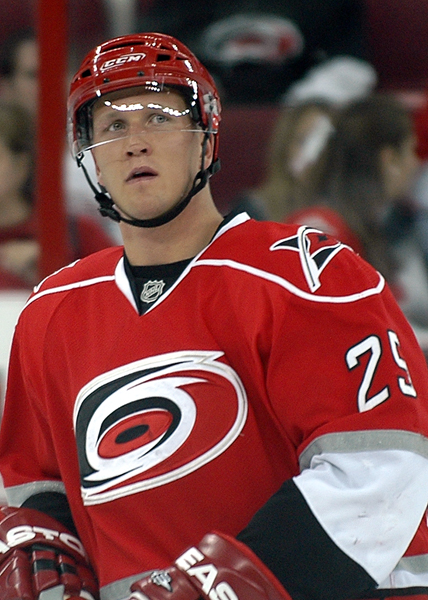
Joni Pitkänen, gewählt an Position 4

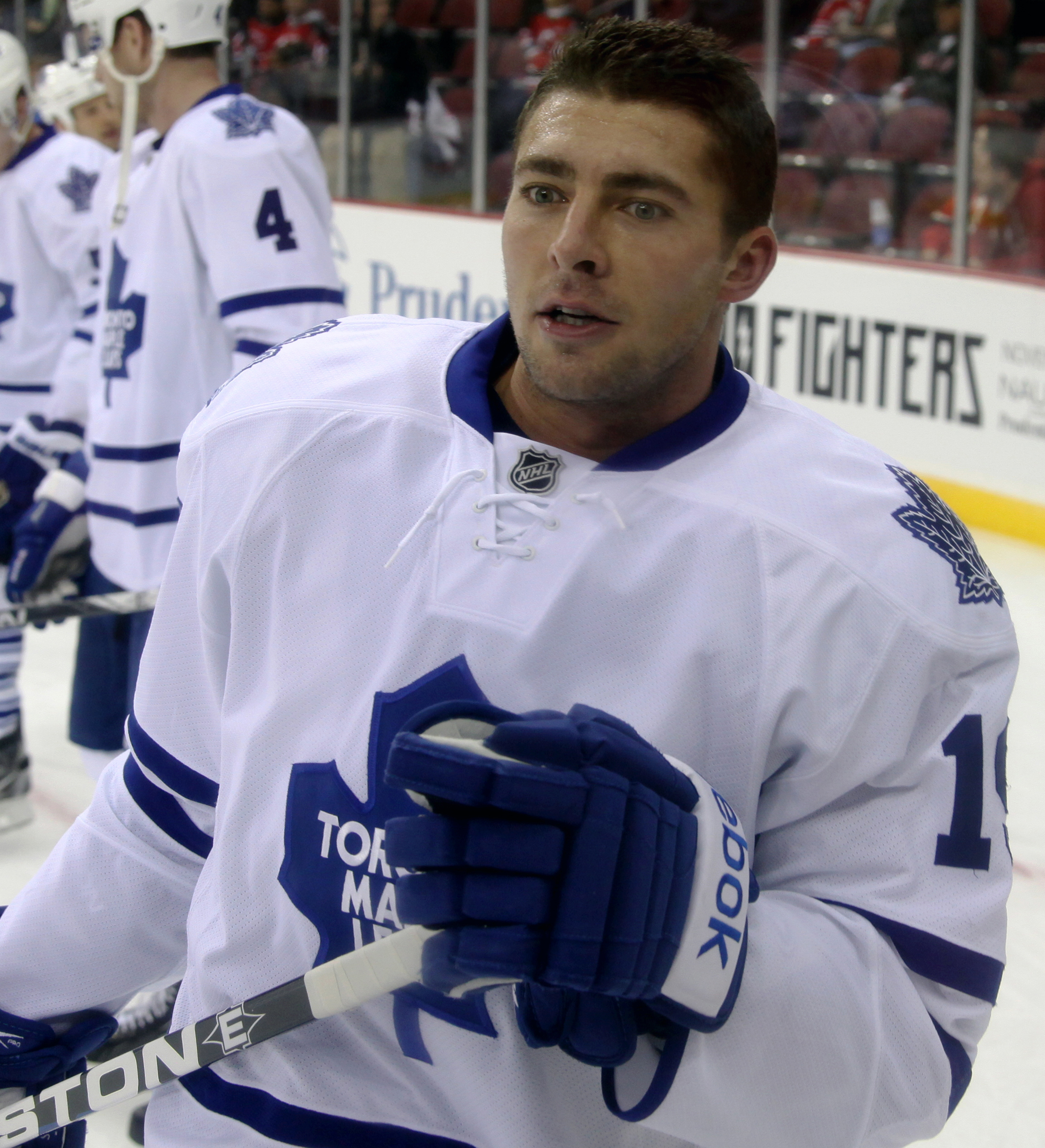
Joffrey Lupul, gewählt an Position 7

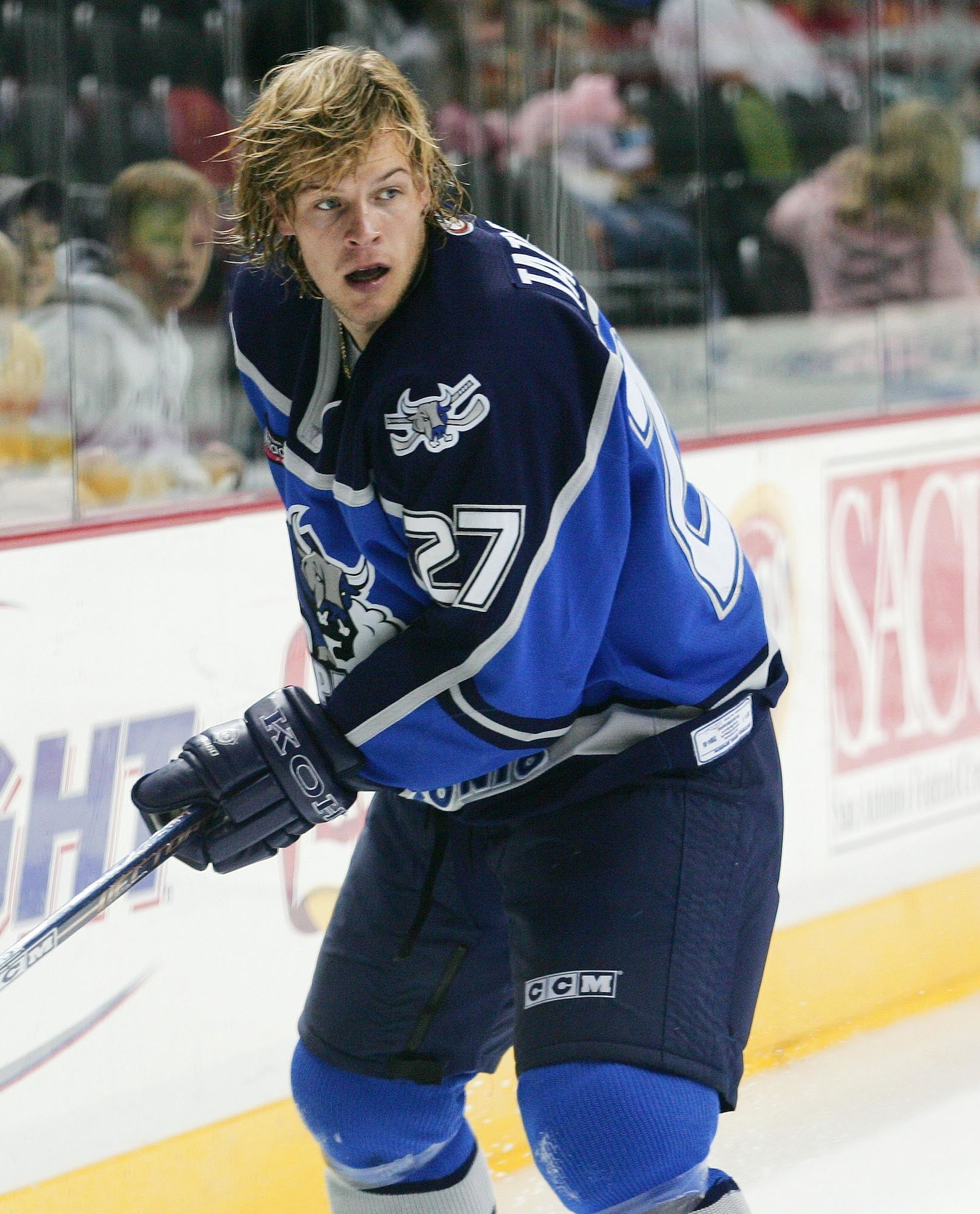
Petr Tatíček, gewählt an Position 9

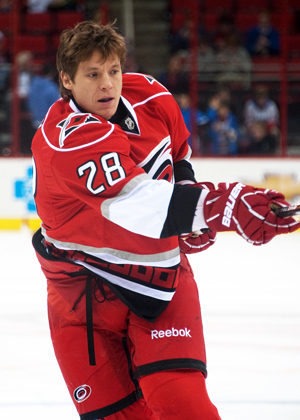
Alexander Sjomin, gewählt an Position 13

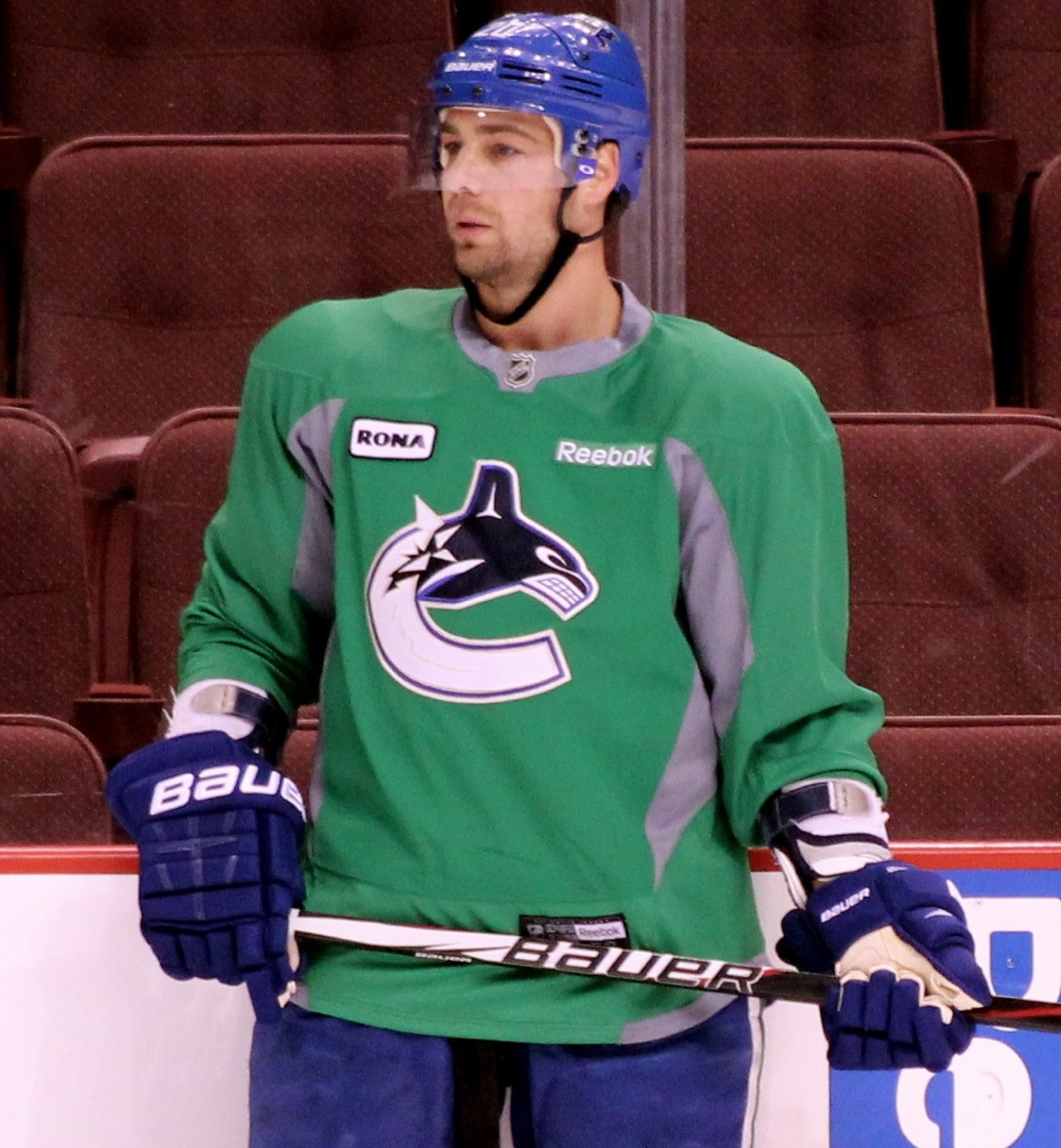
Christopher Higgins, gewählt an Position 14

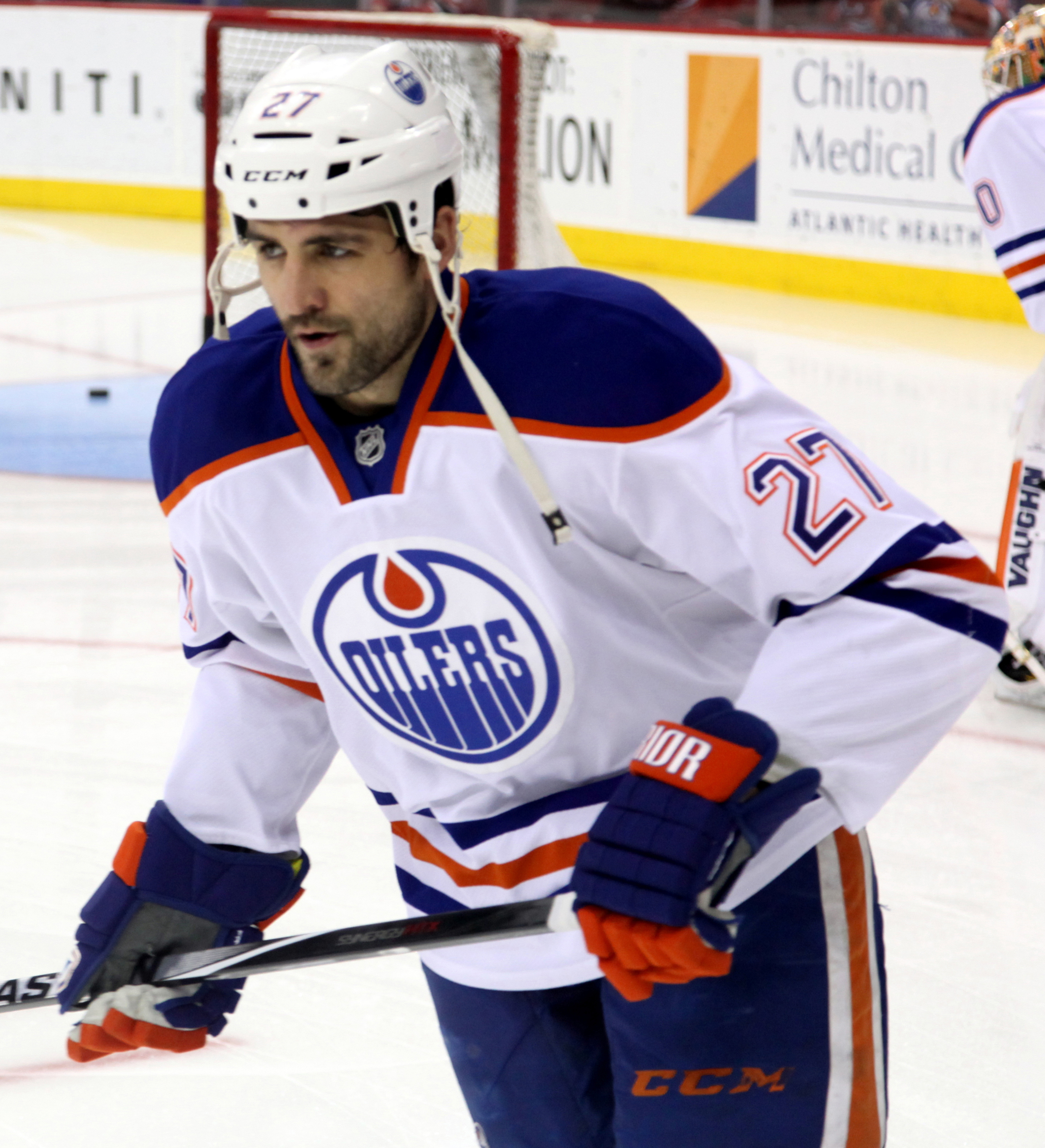
Boyd Gordon, gewählt an Position 17

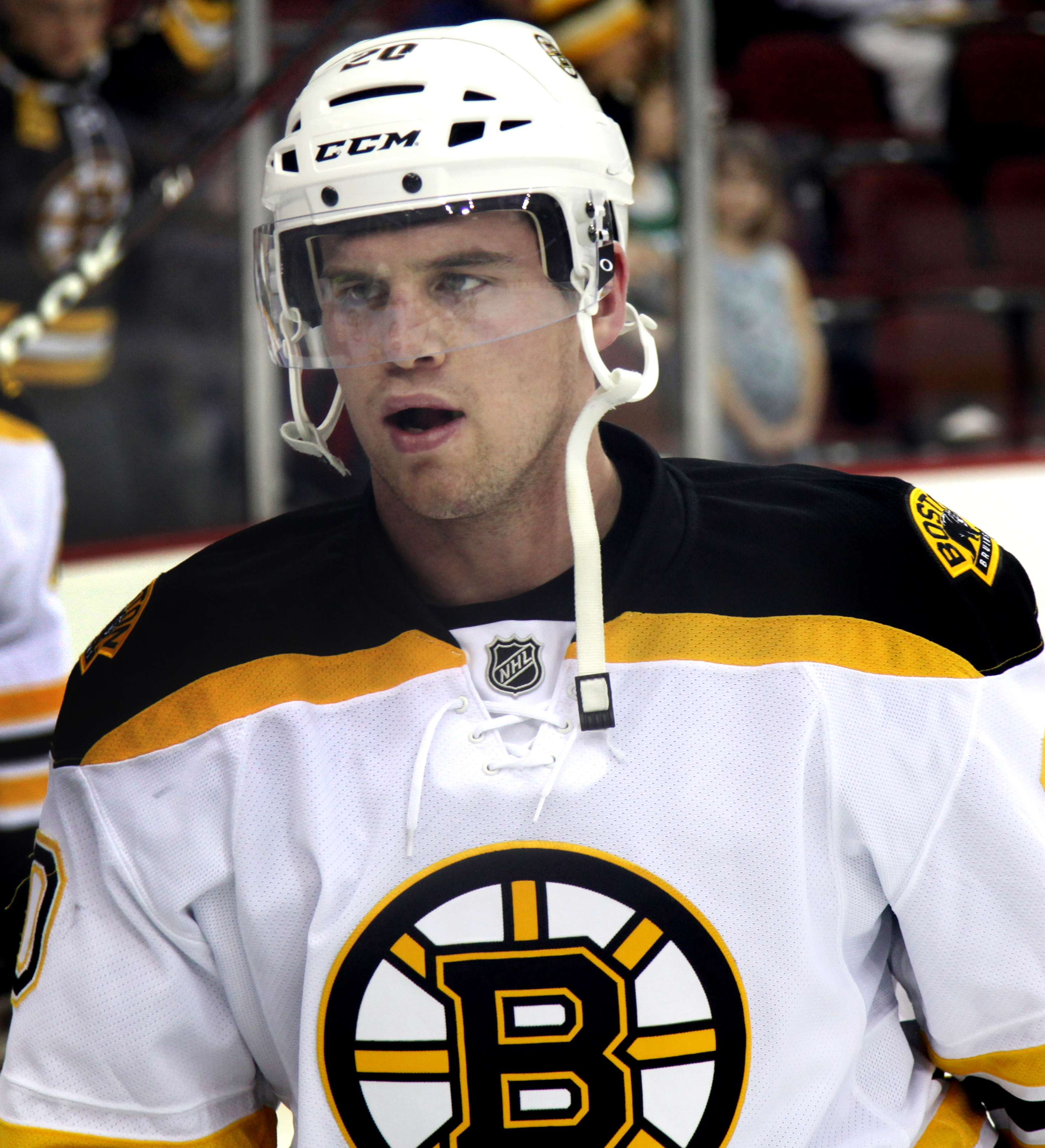
Daniel Paille, gewählt an Position 20

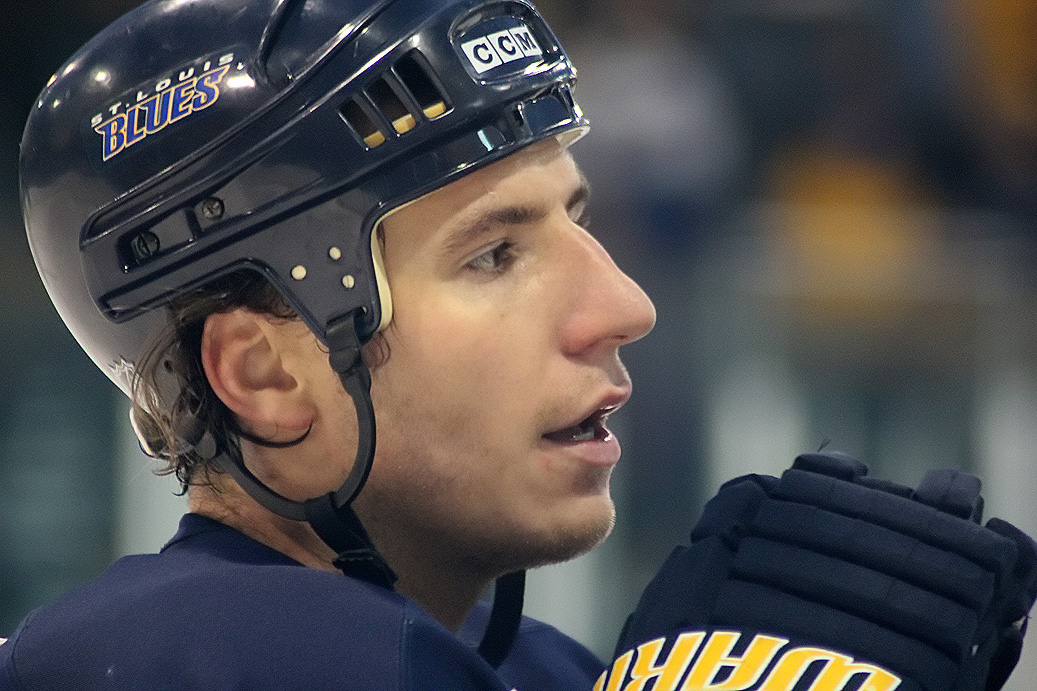
Alexander Steen, gewählt an Position 24

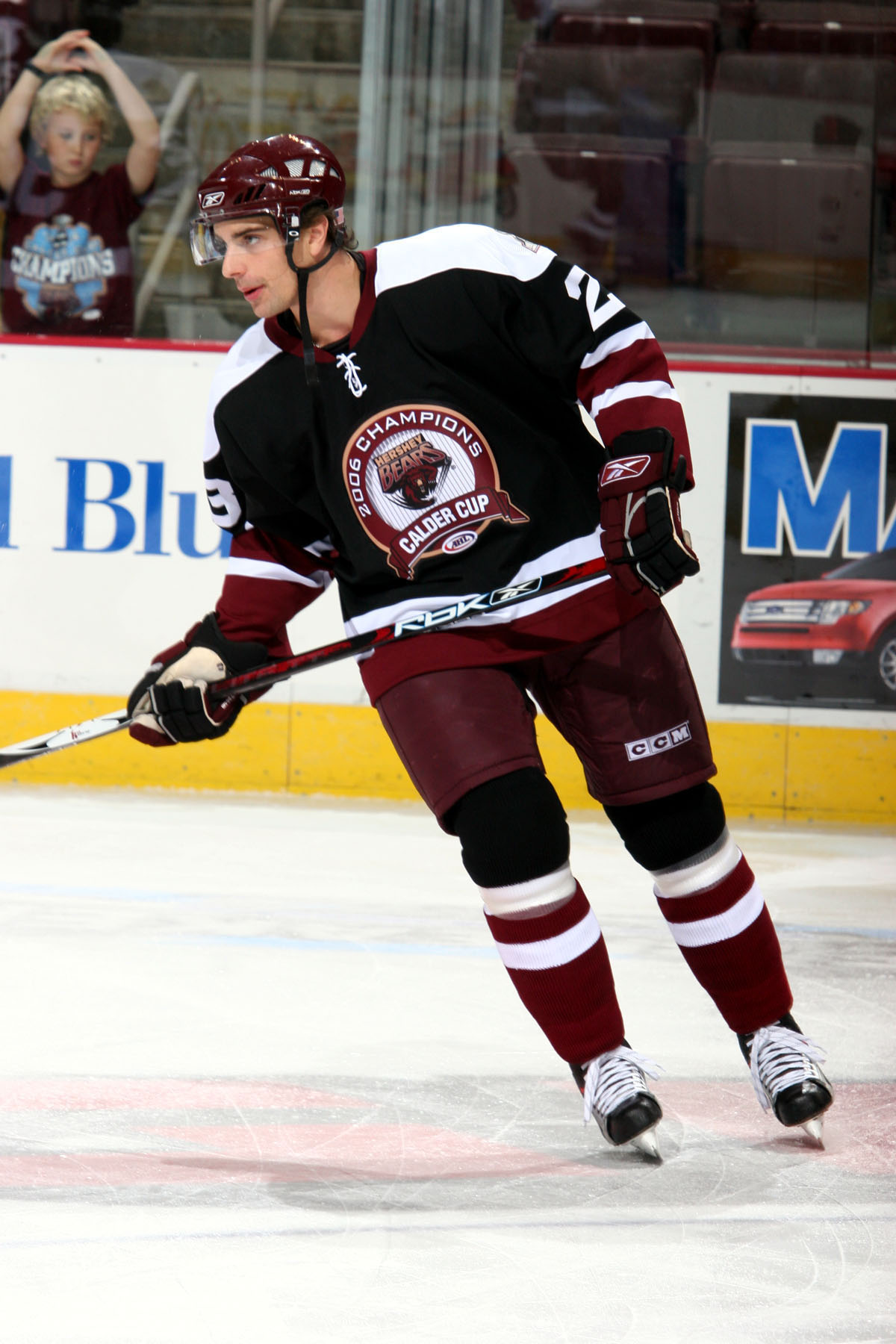
Jonas Johansson, gewählt an Position 28

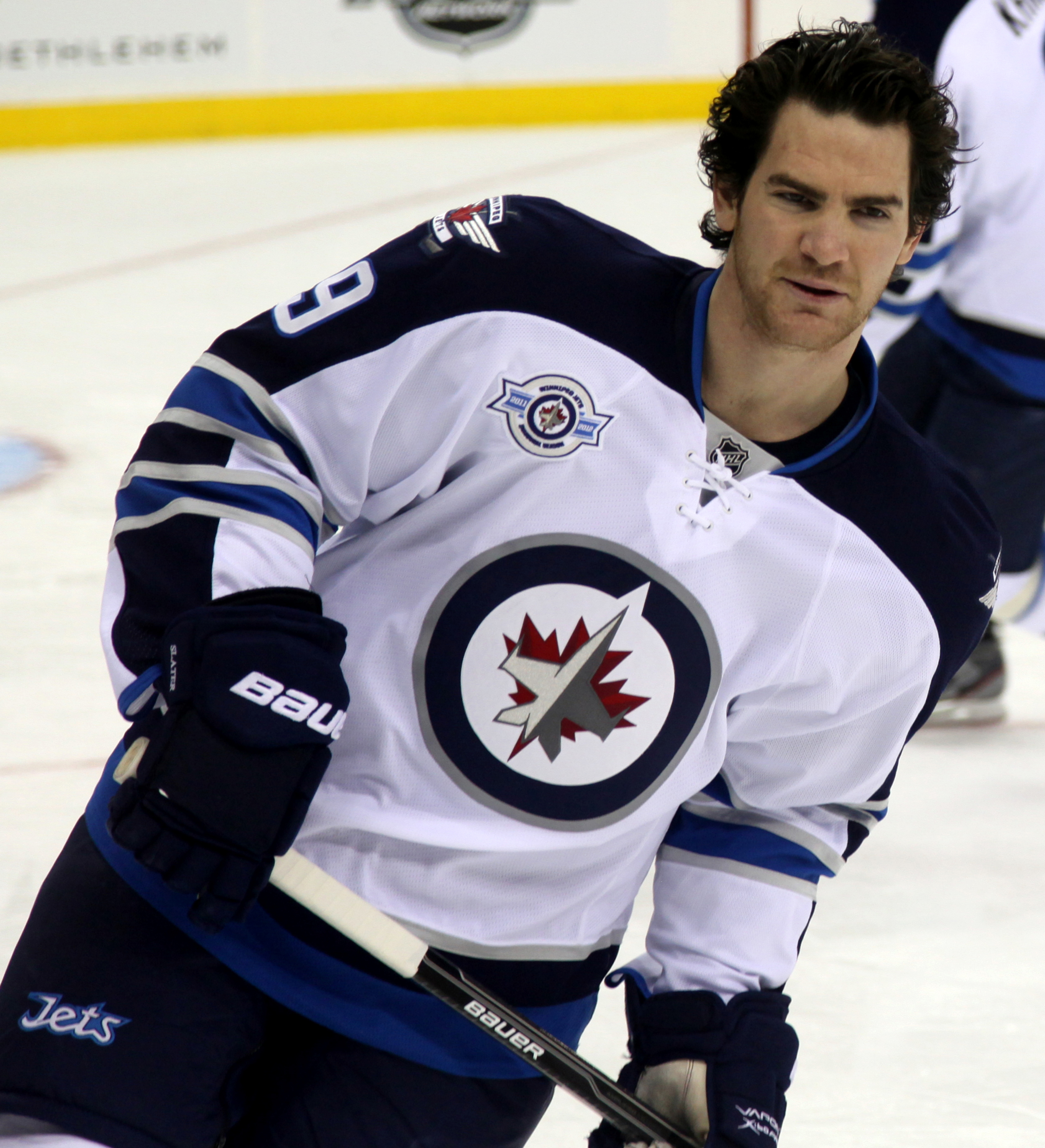
Jim Slater, gewählt an Position 30

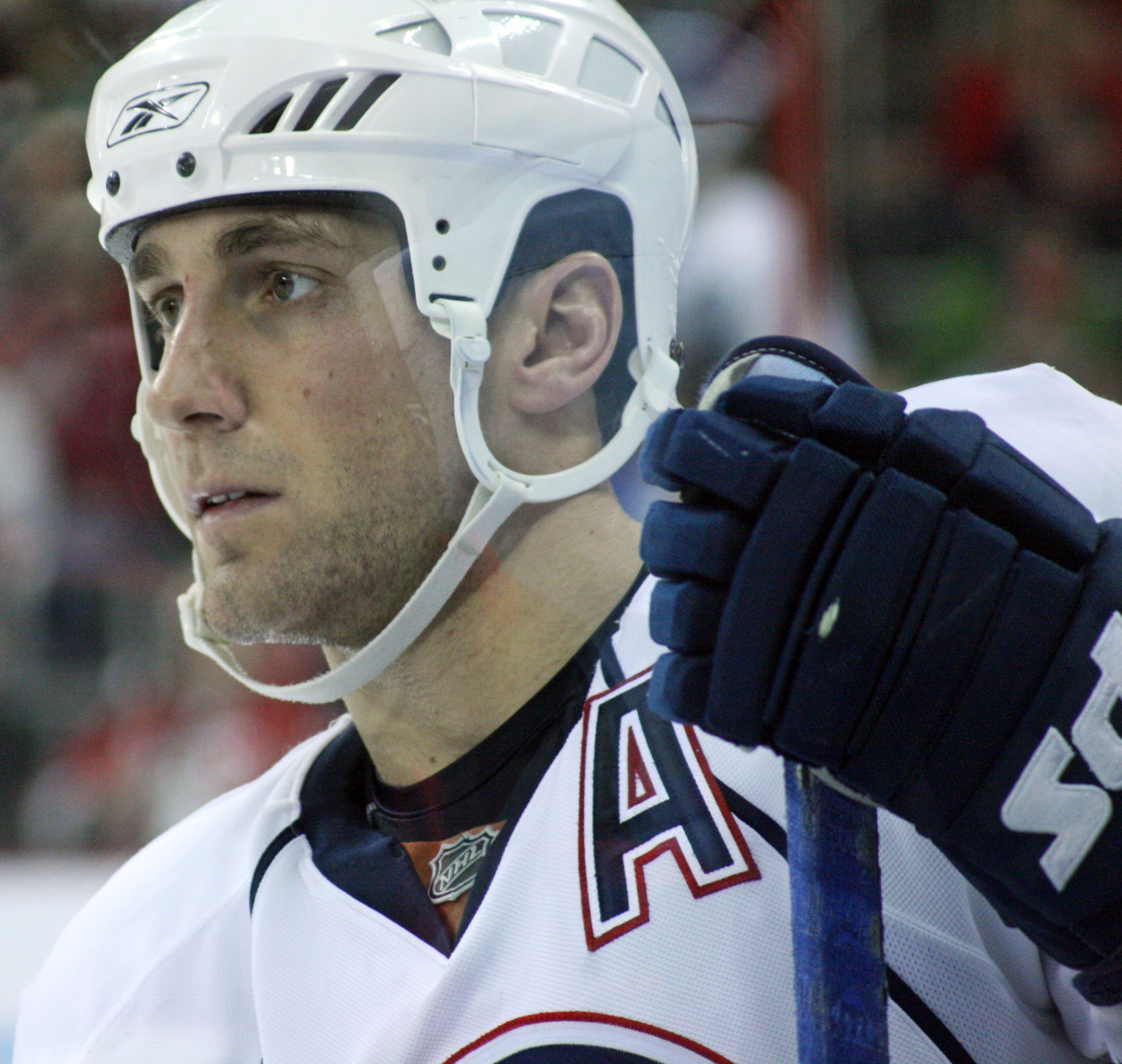
Jarret Stoll, gewählt an Position 36

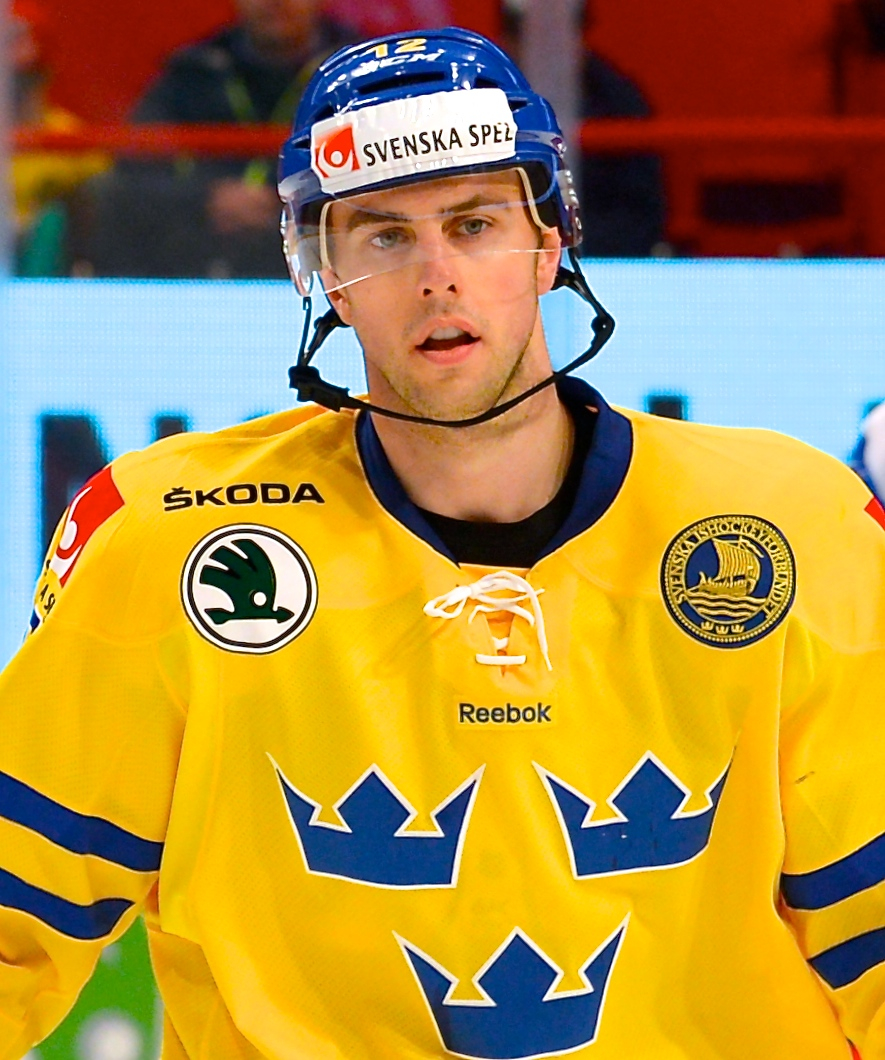
Joakim Lindström, gewählt an Position 41

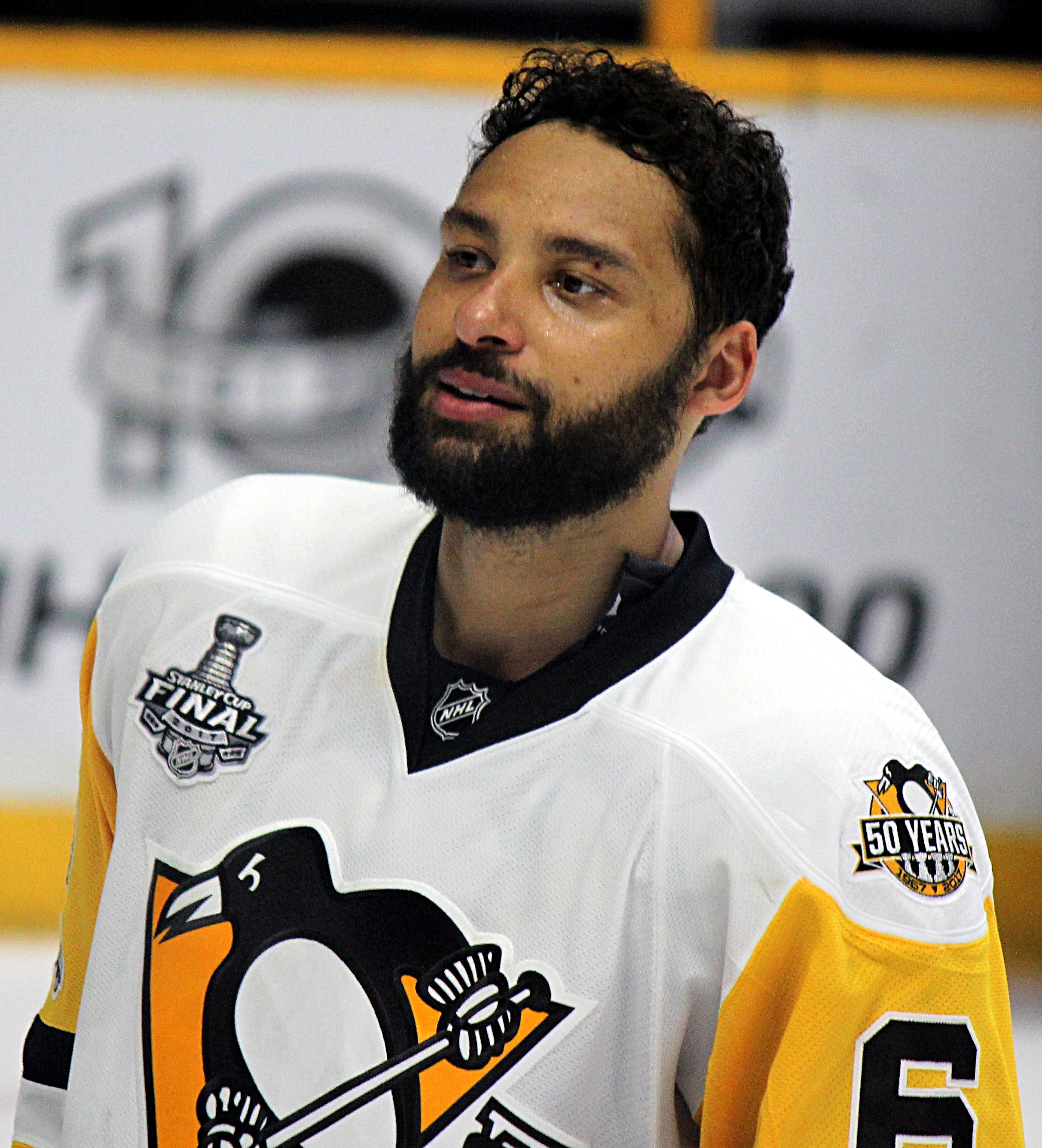
Trevor Daley, gewählt an Position 43

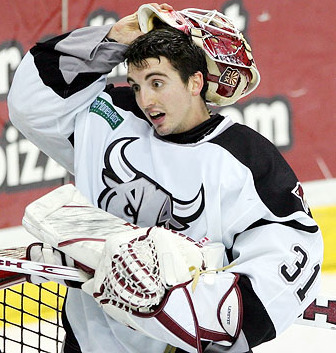
David LeNeveu, gewählt an Position 46

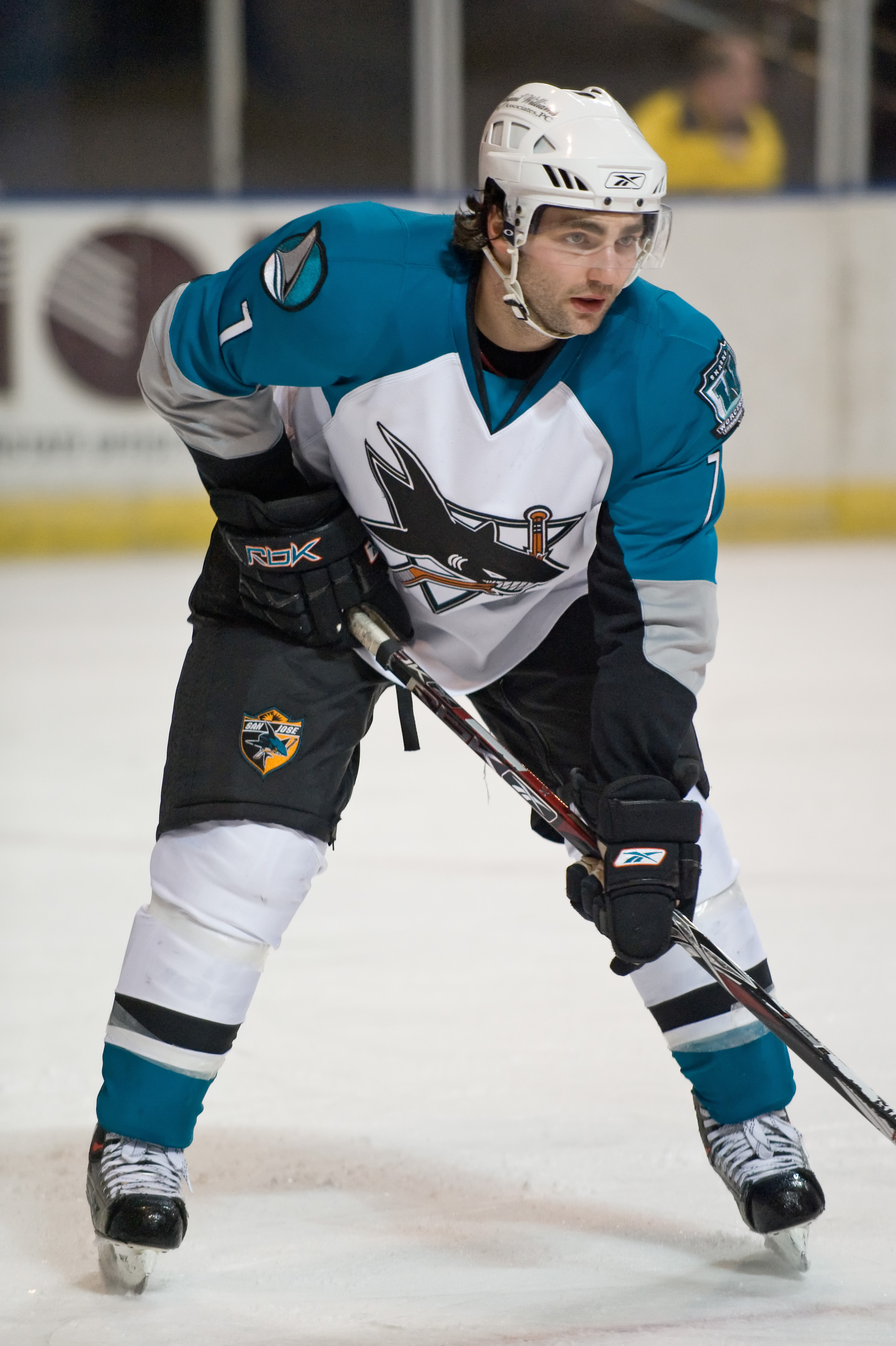
Dan Spang, gewählt an Position 52

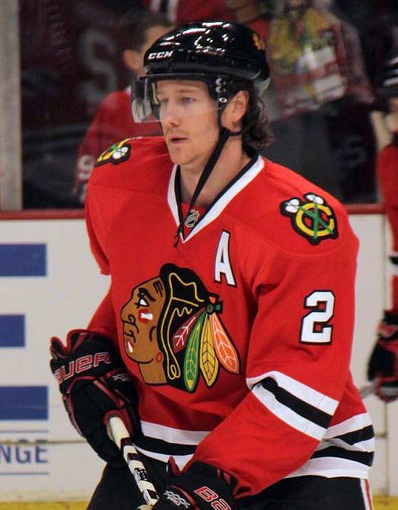
Duncan Keith, gewählt an Position 54

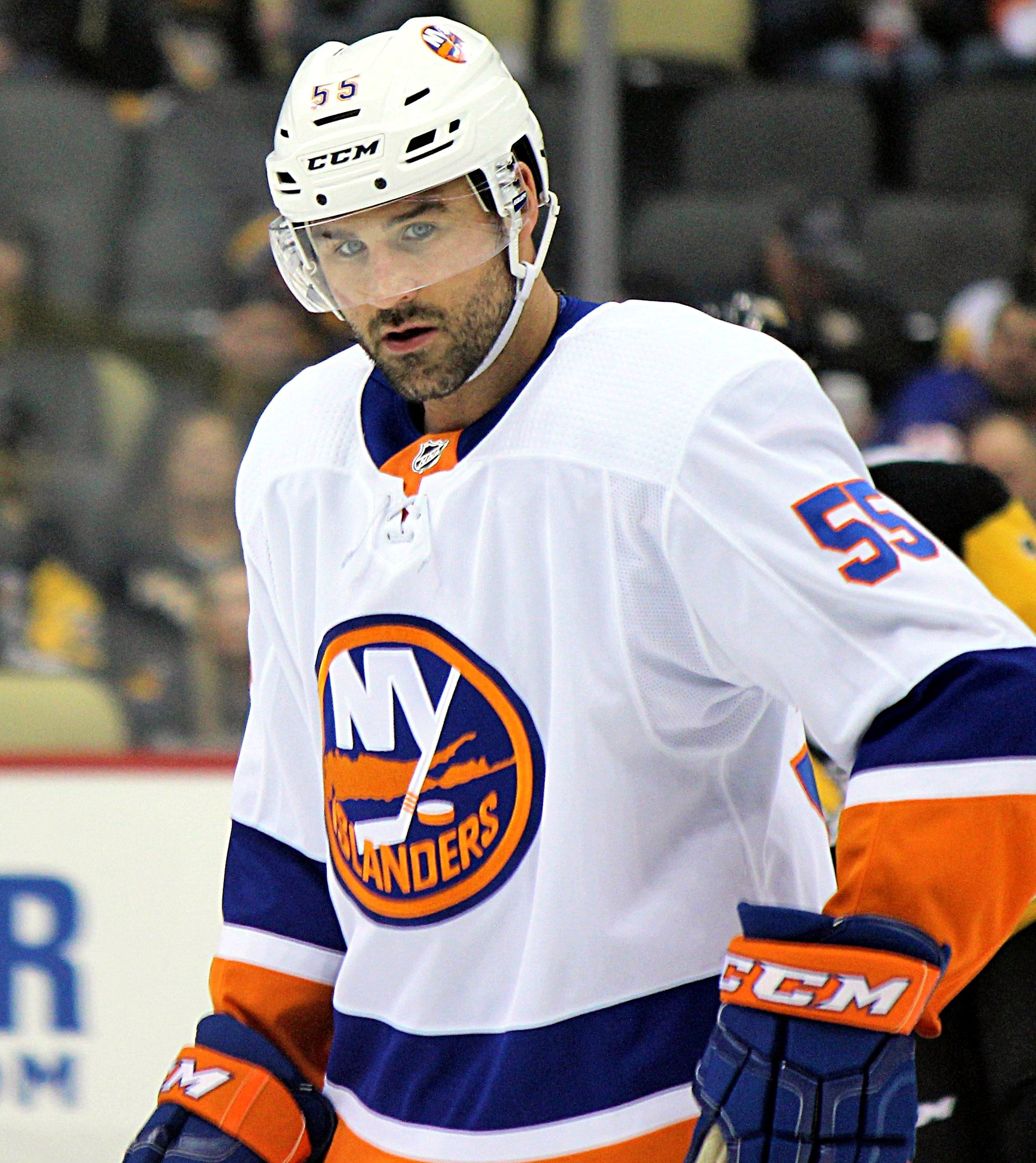
Johnny Boychuk, gewählt an Position 61

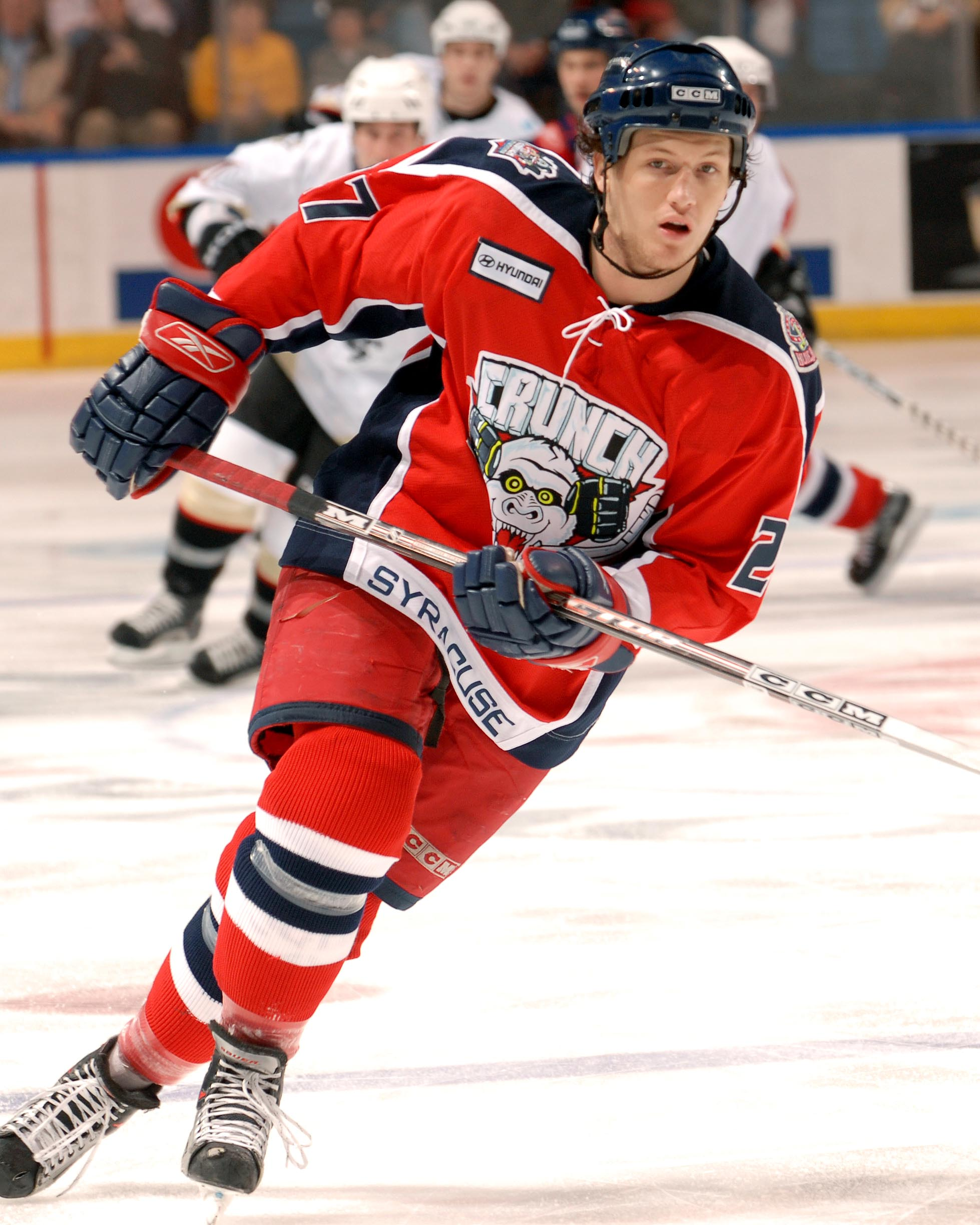
Ole-Kristian Tollefsen, gewählt an Position 65

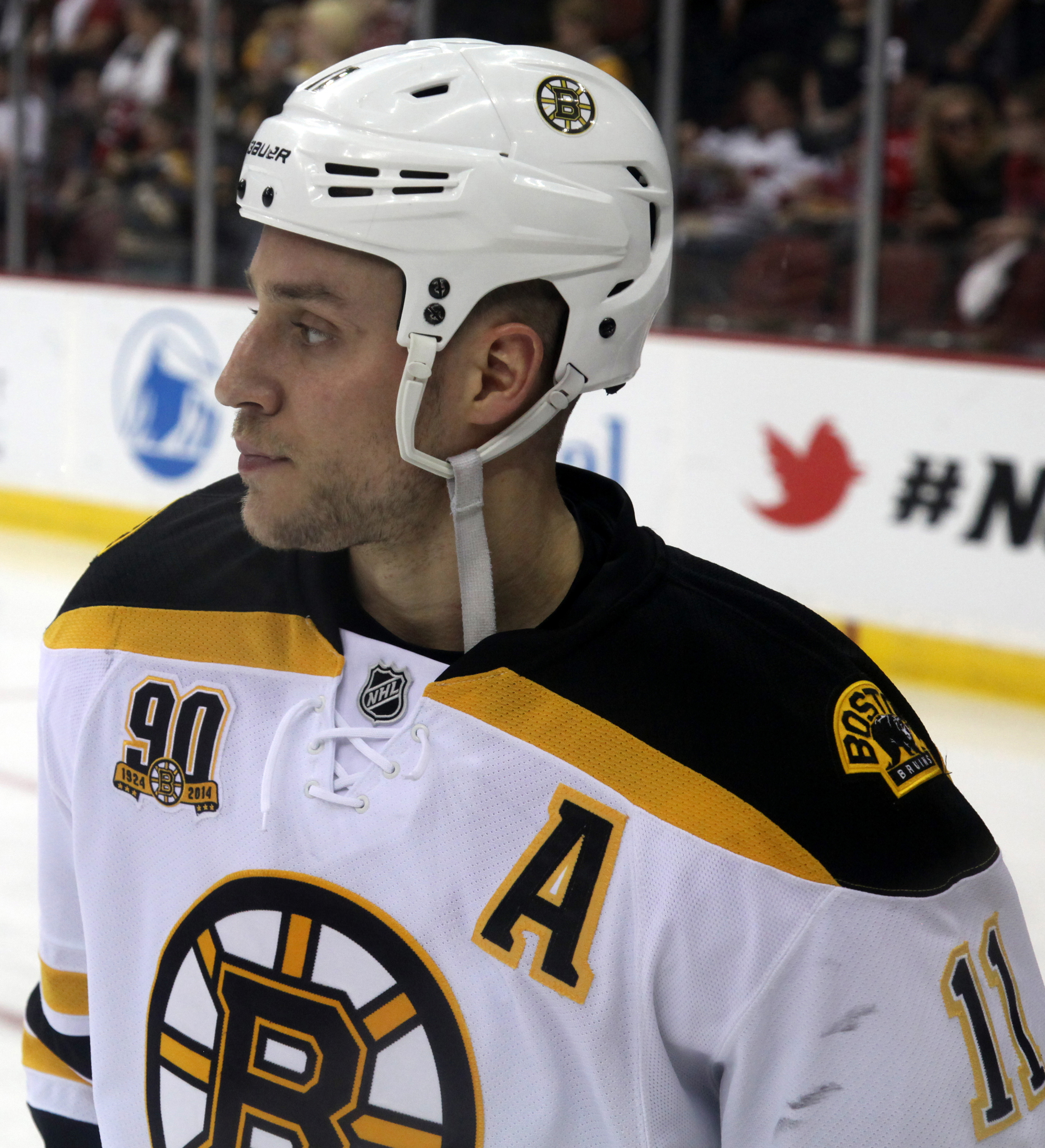
Gregory Campbell, gewählt an Position 67

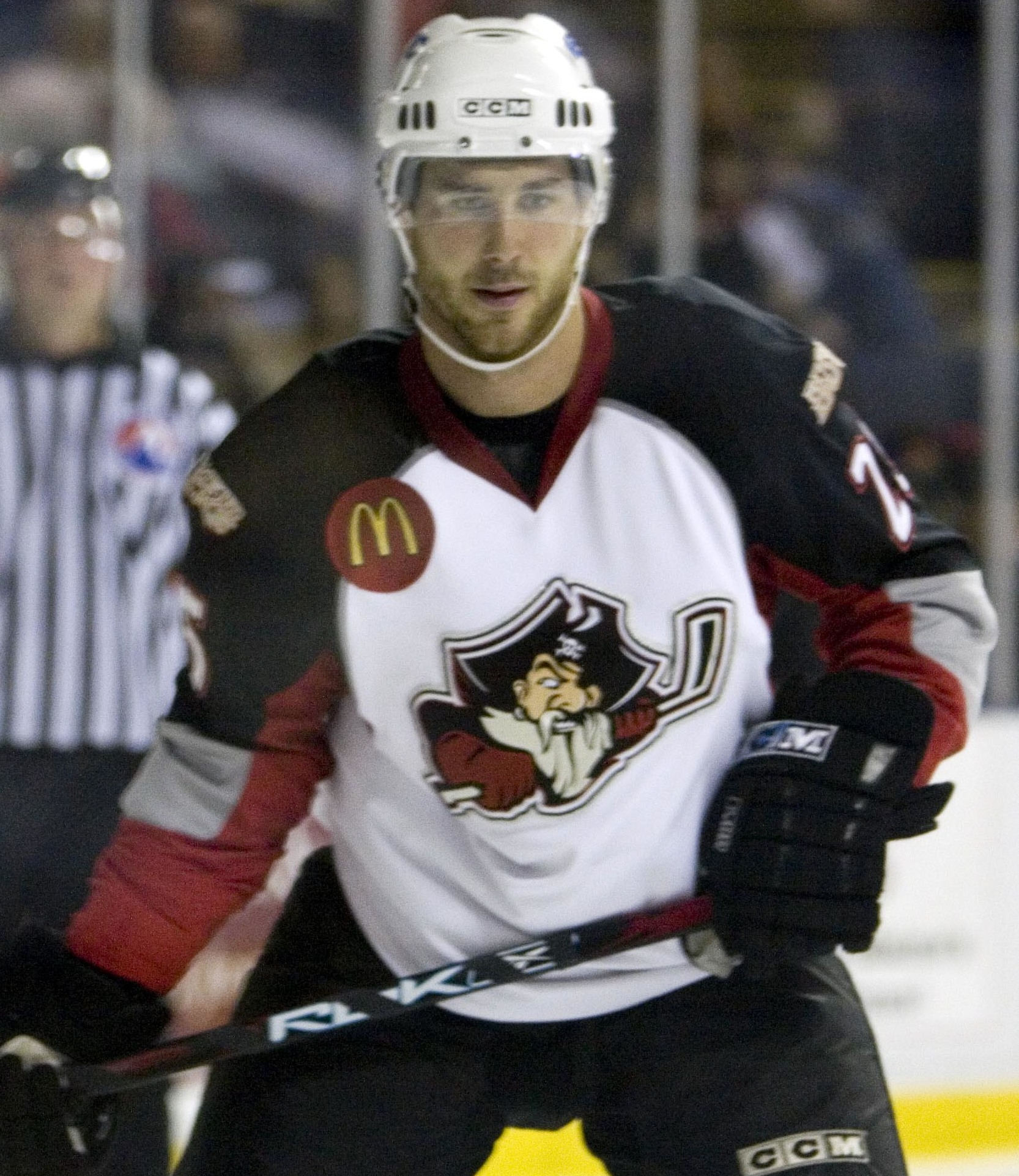
Joe Callahan, gewählt an Position 70

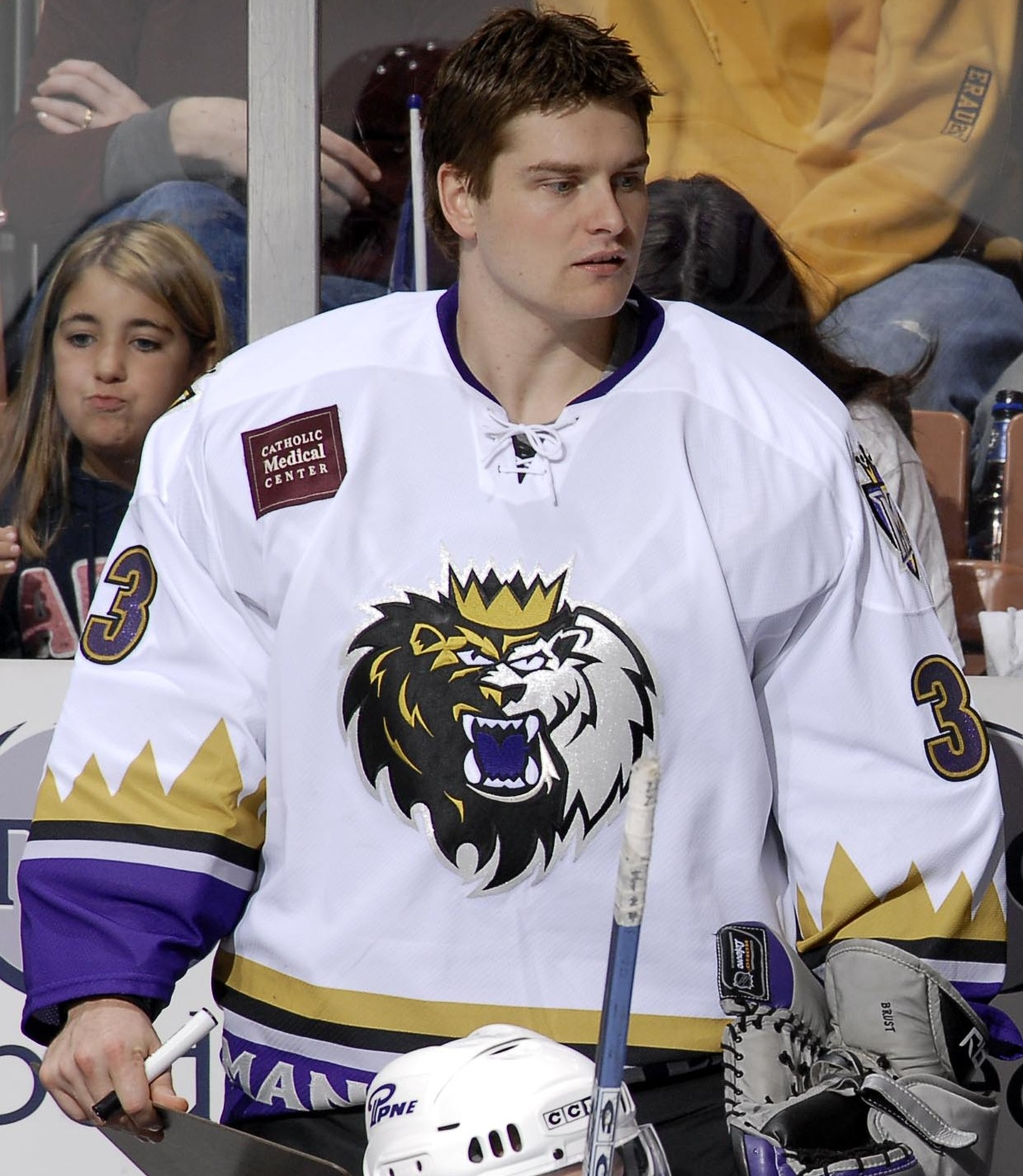
Barry Brust, gewählt an Position 73

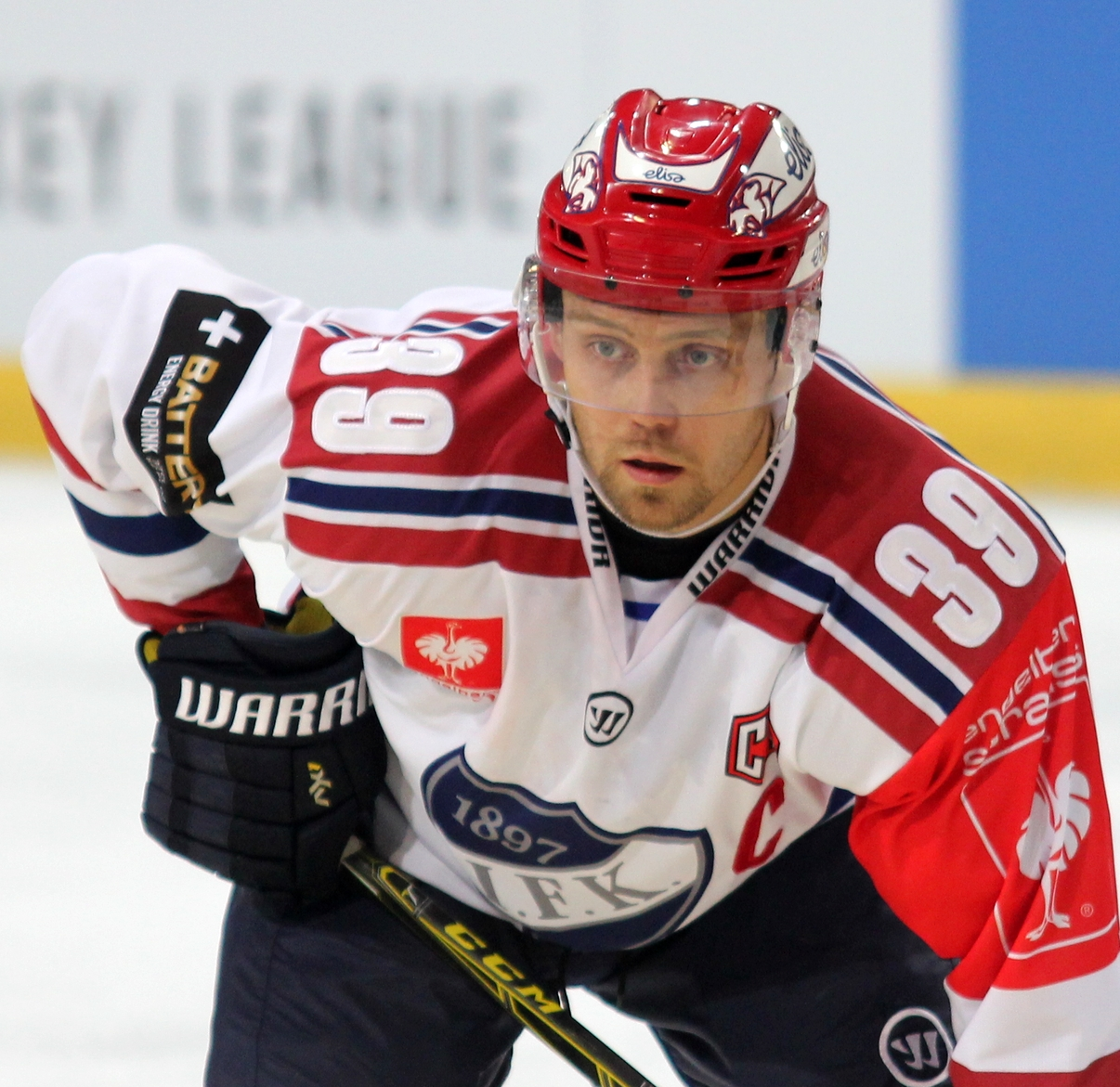
Arttu Luttinen, gewählt an Position 75

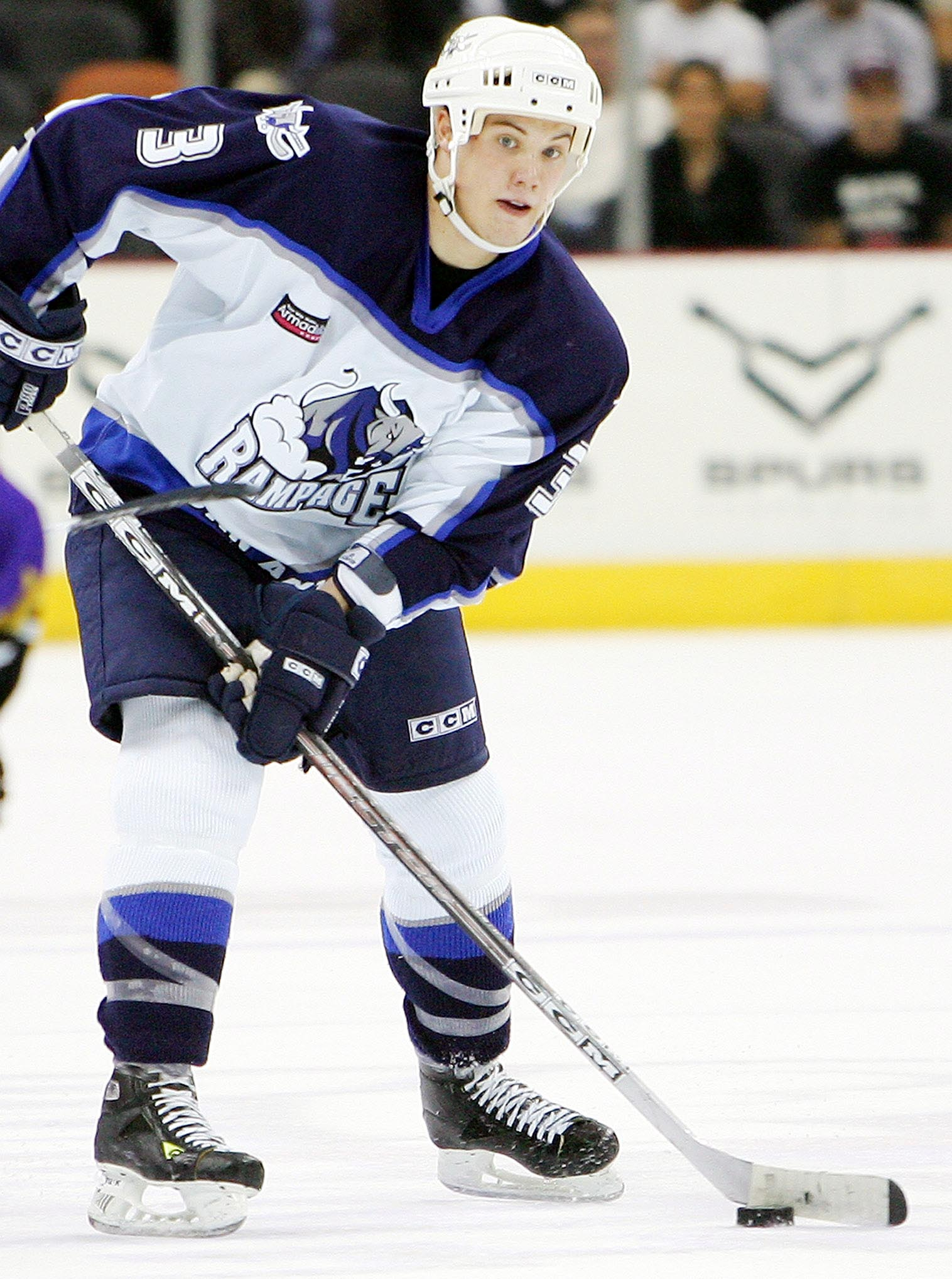
Matt Jones, gewählt an Position 80

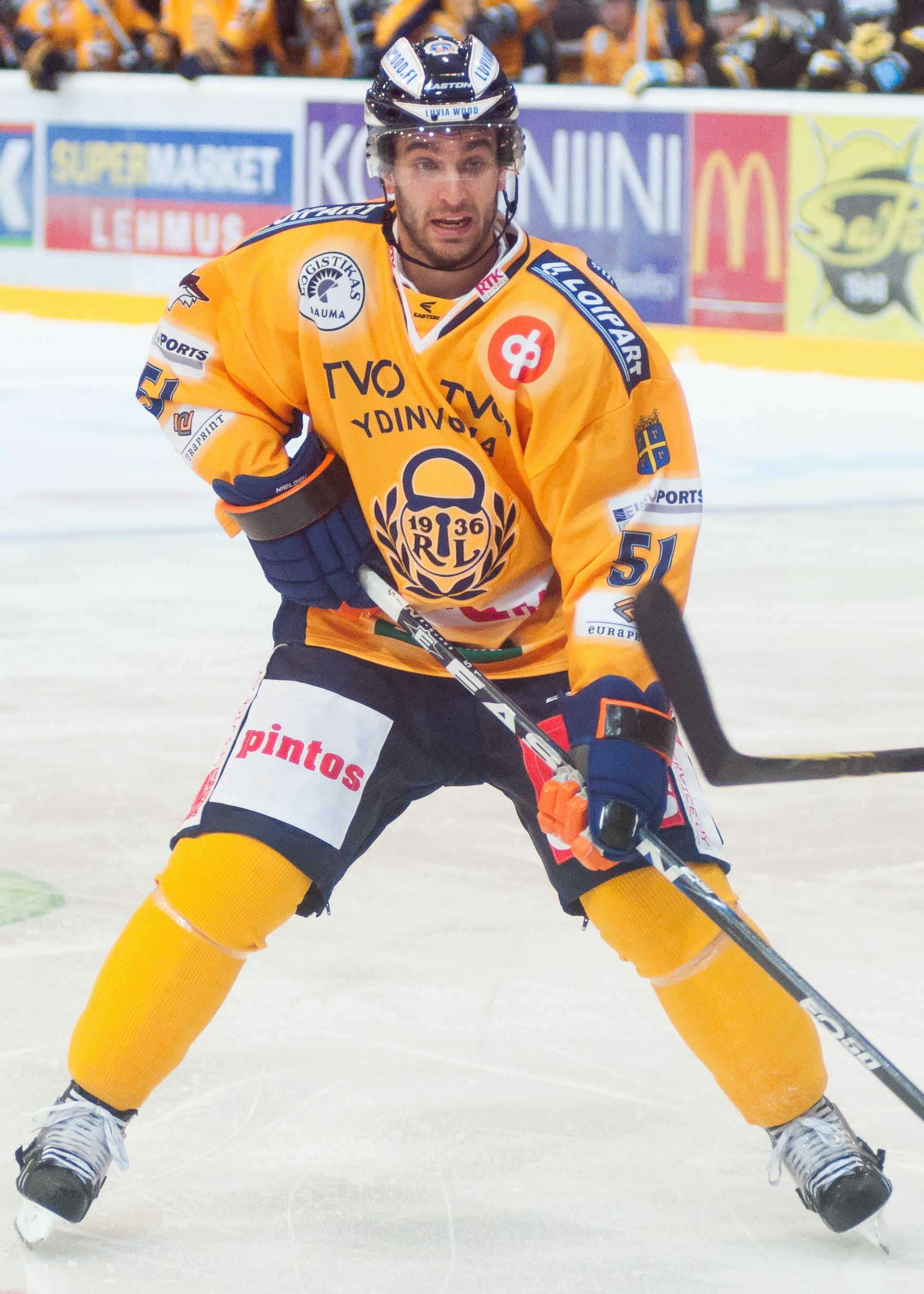
Frans Nielsen, gewählt an Position 87

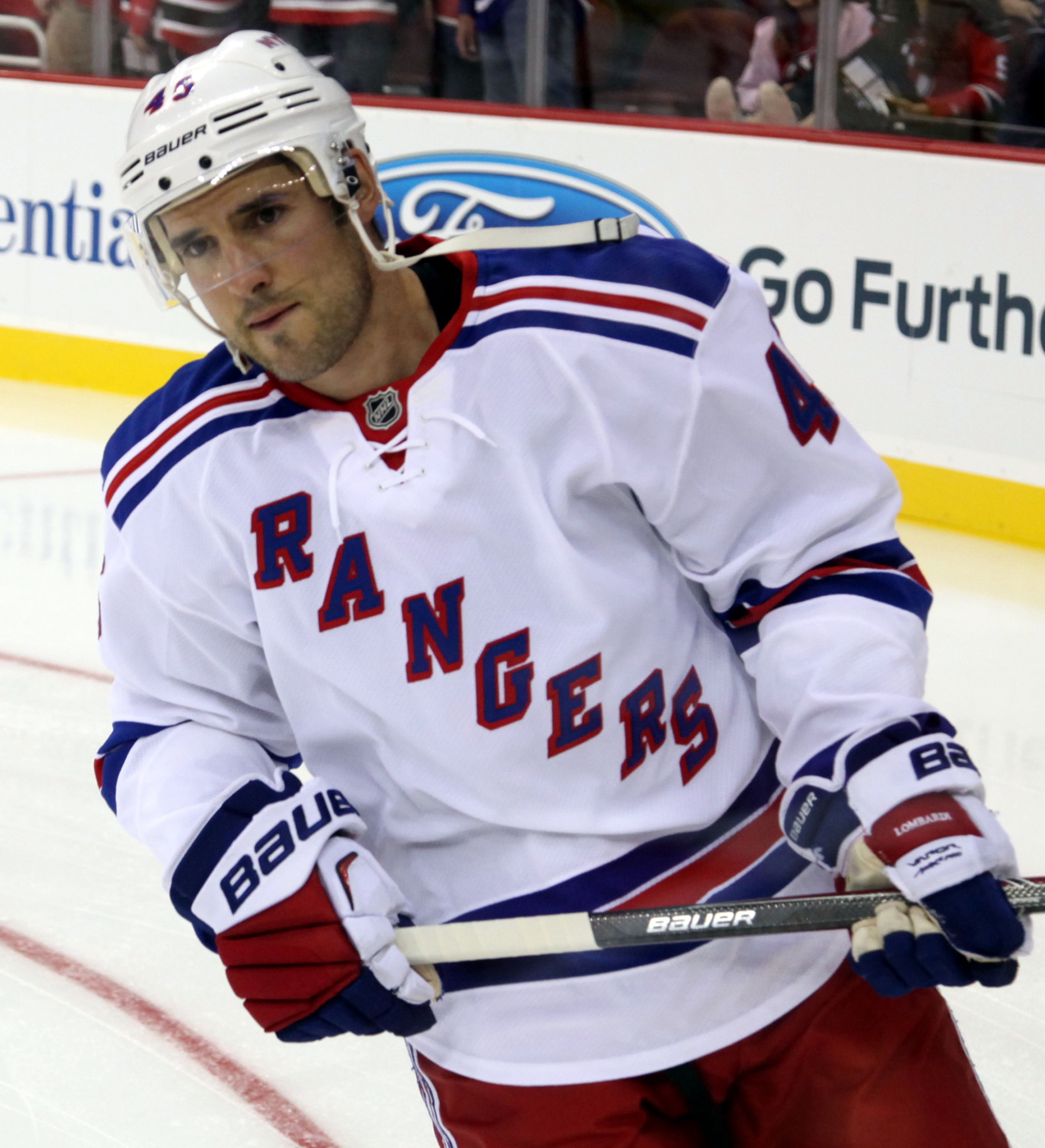
Matthew Lombardi, gewählt an Position 90

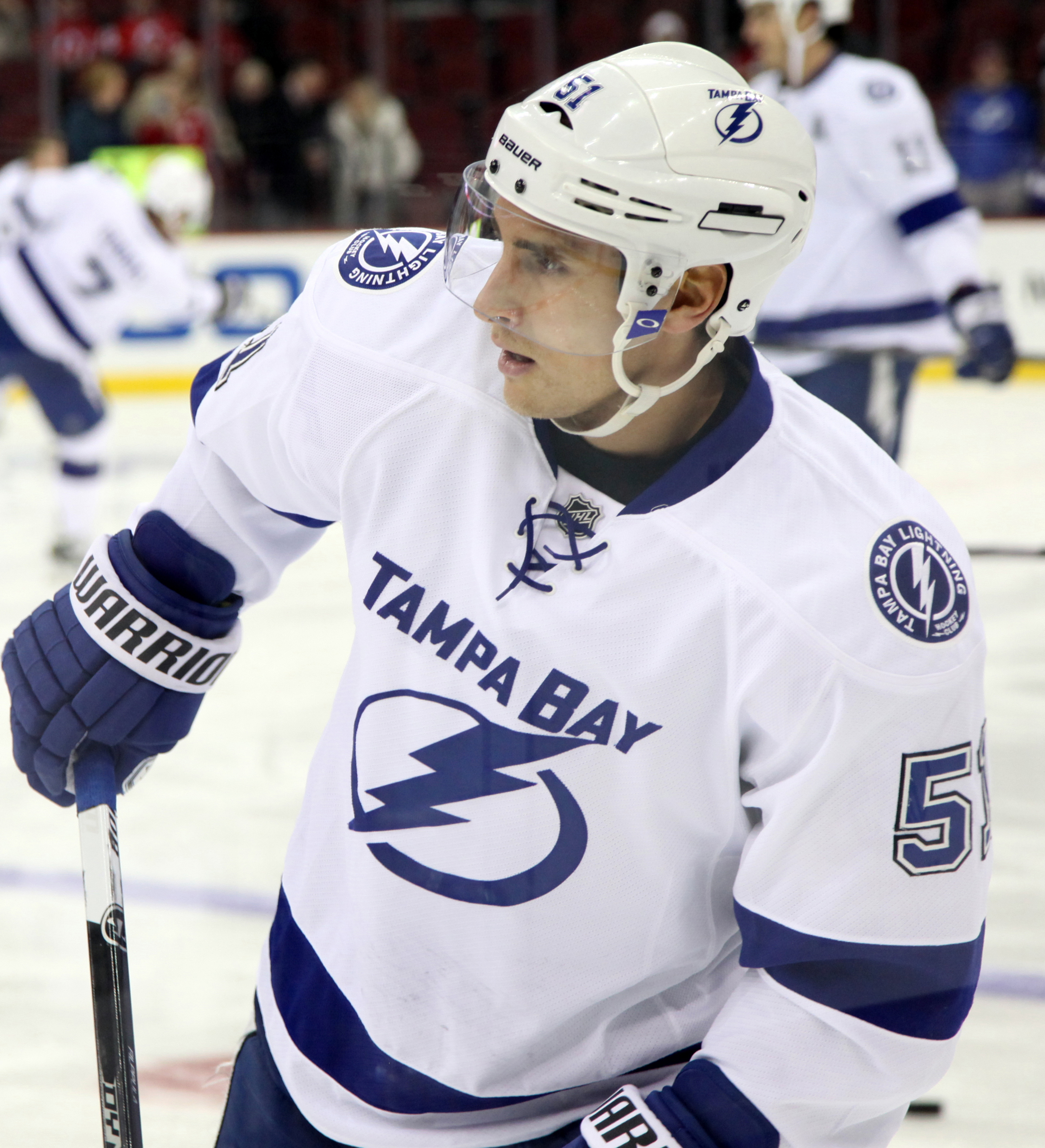
Valtteri Filppula, gewählt an Position 95

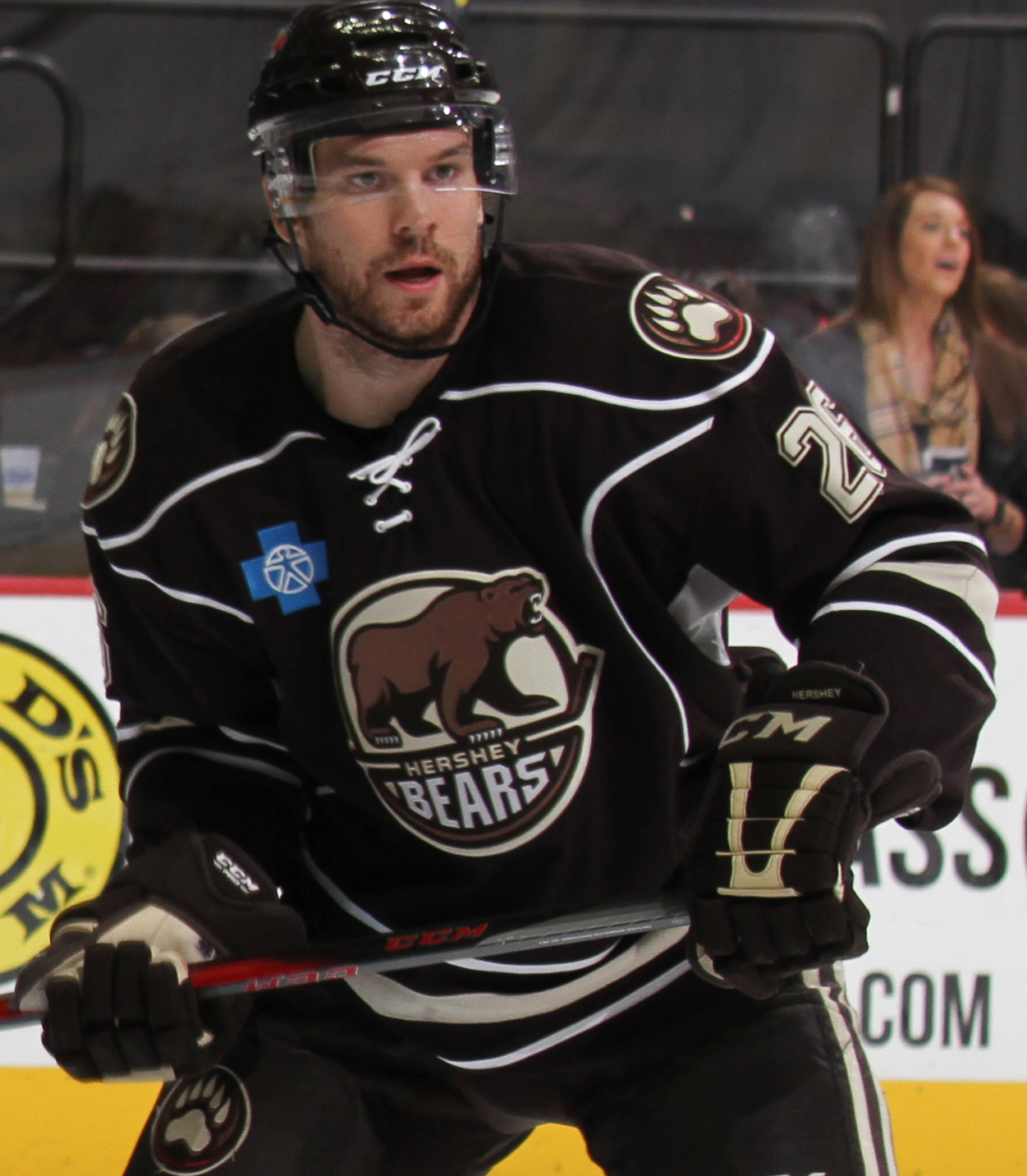
Brandon Segal, gewählt an Position 102

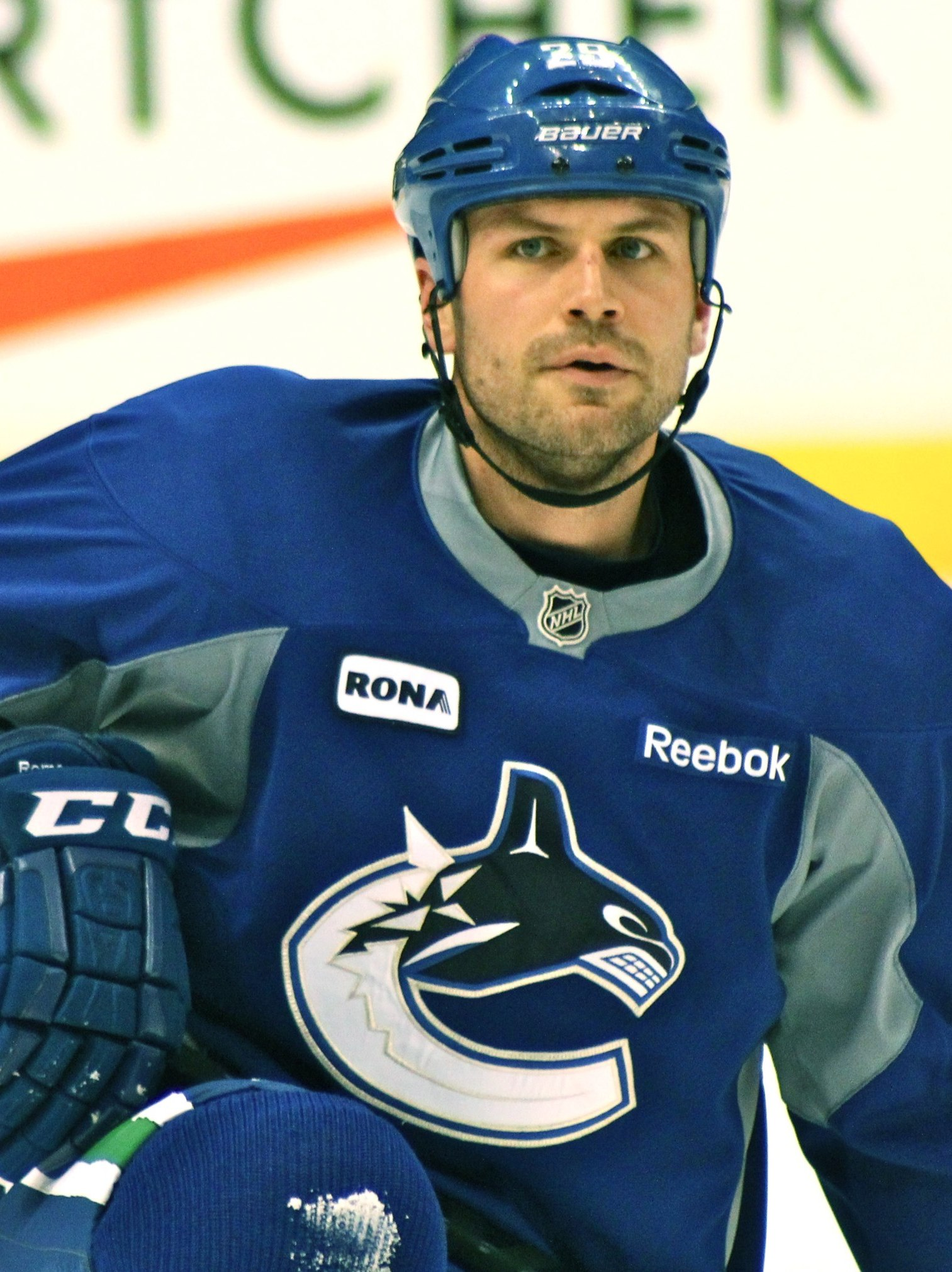
Aaron Rome, gewählt an Position 104

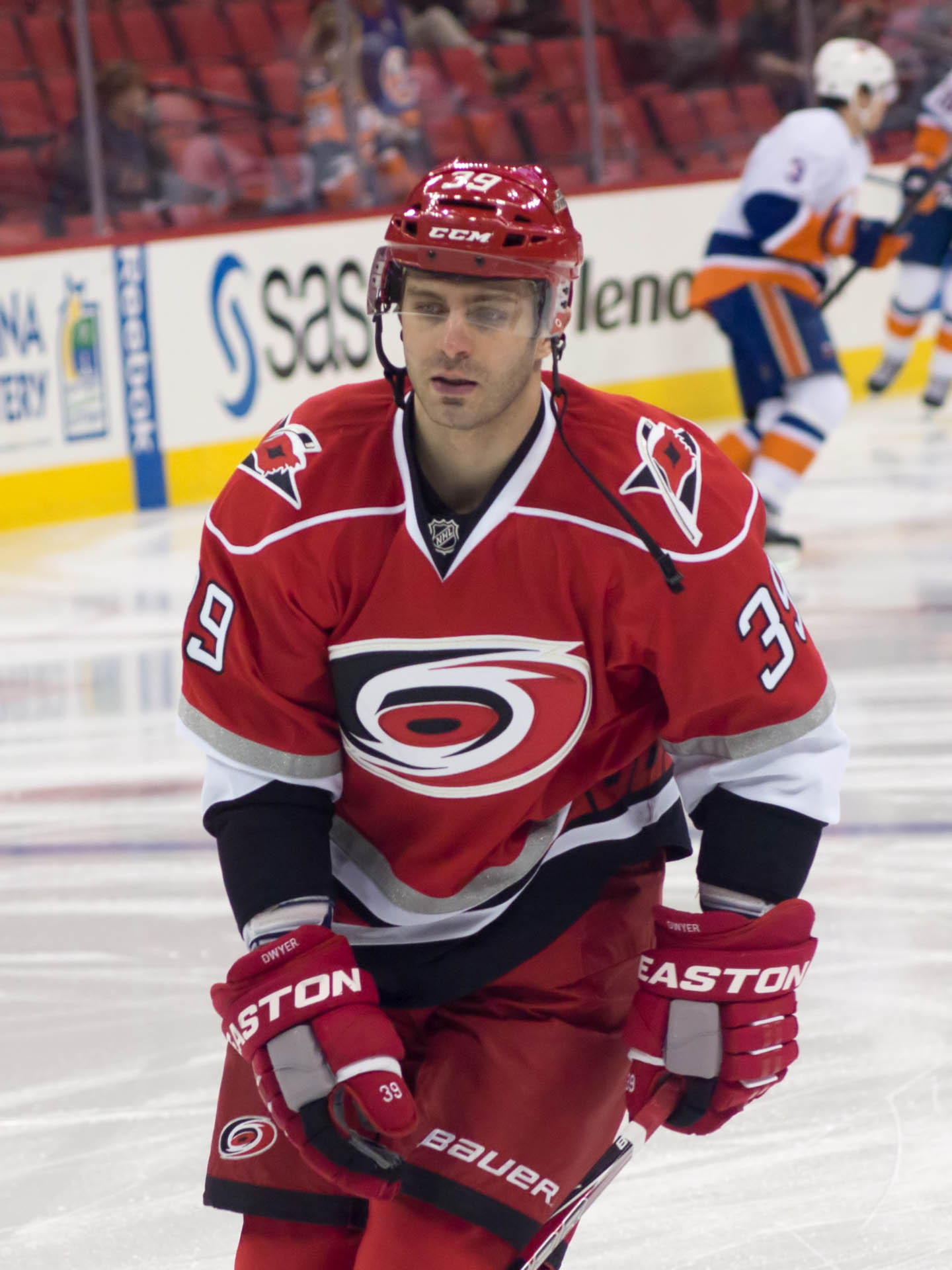
Patrick Dwyer, gewählt an Position 116

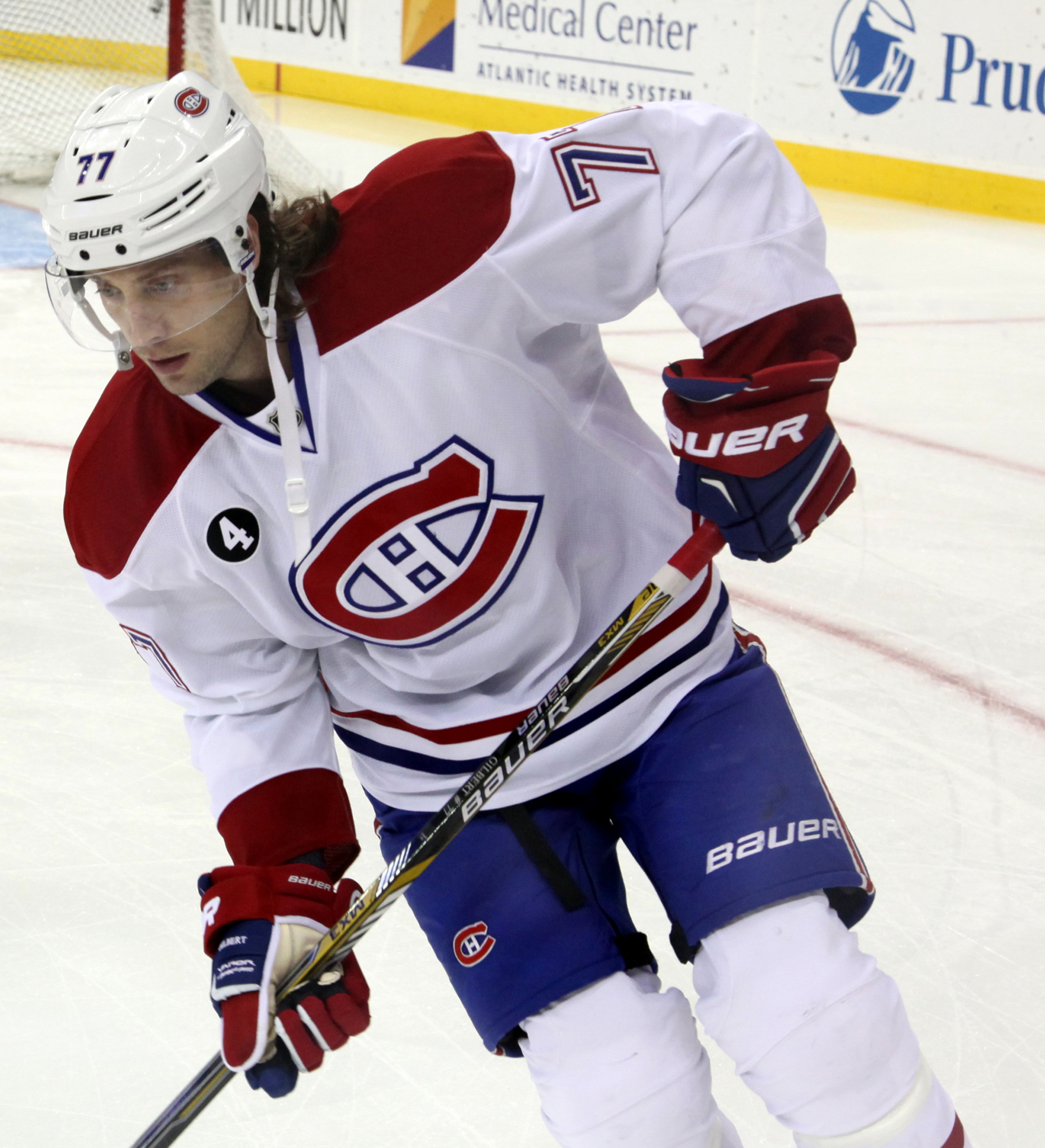
Tom Gilbert, gewählt an Position 129

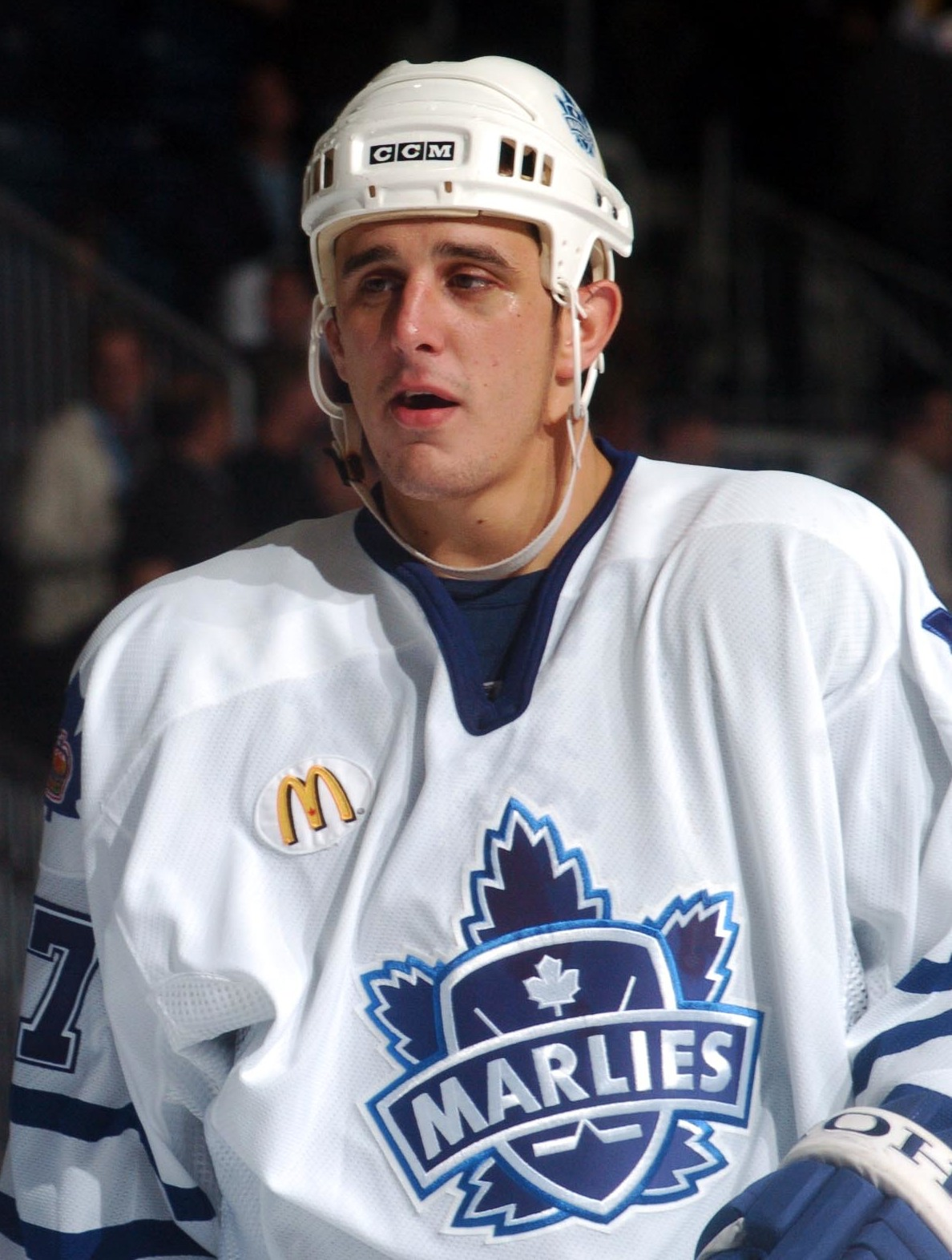
Kris Newbury, gewählt an Position 139

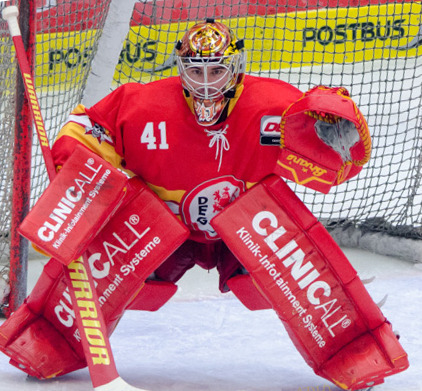
Bobby Goepfert, gewählt an Position 171

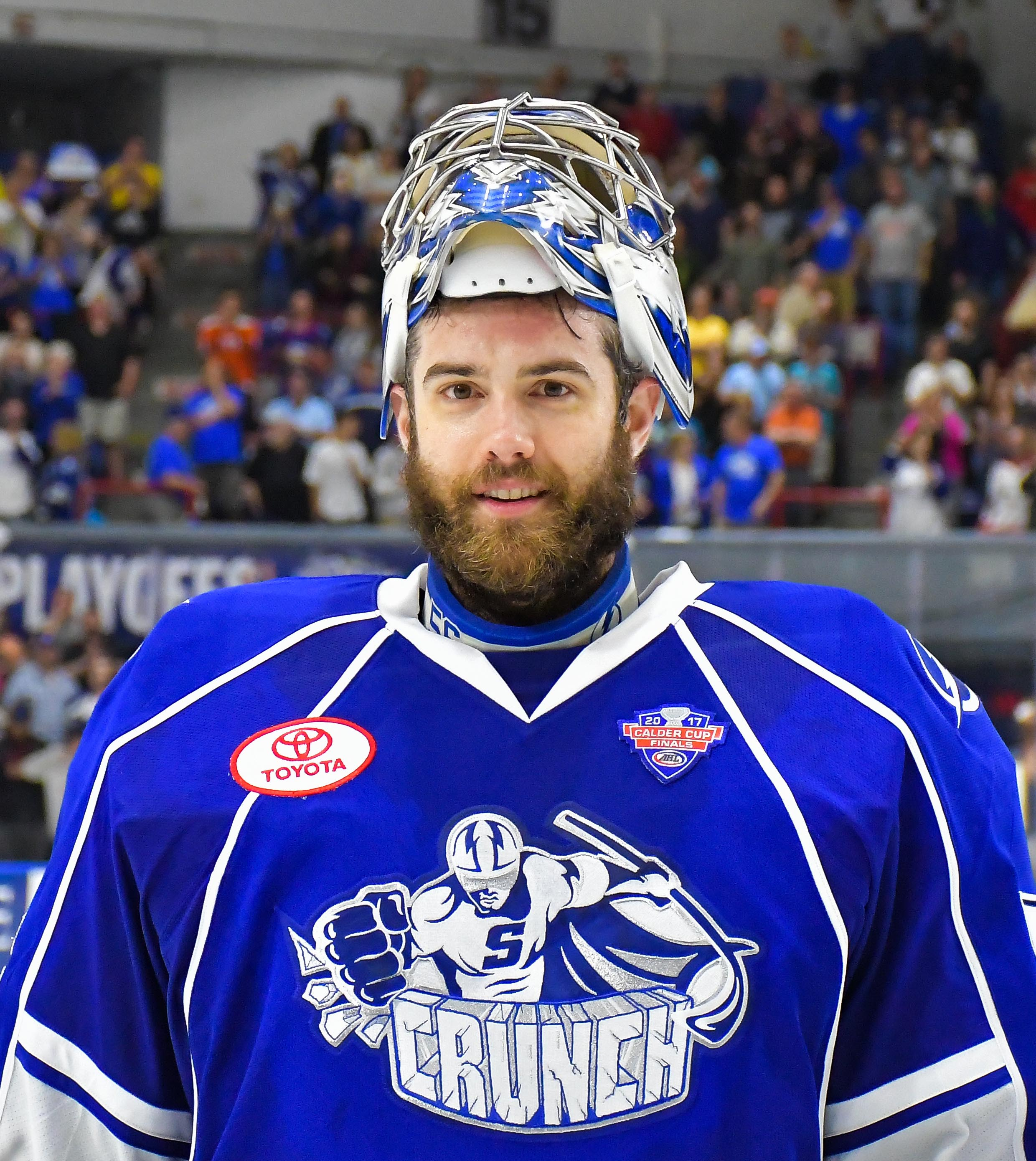
Mike McKenna, gewählt an Position 172

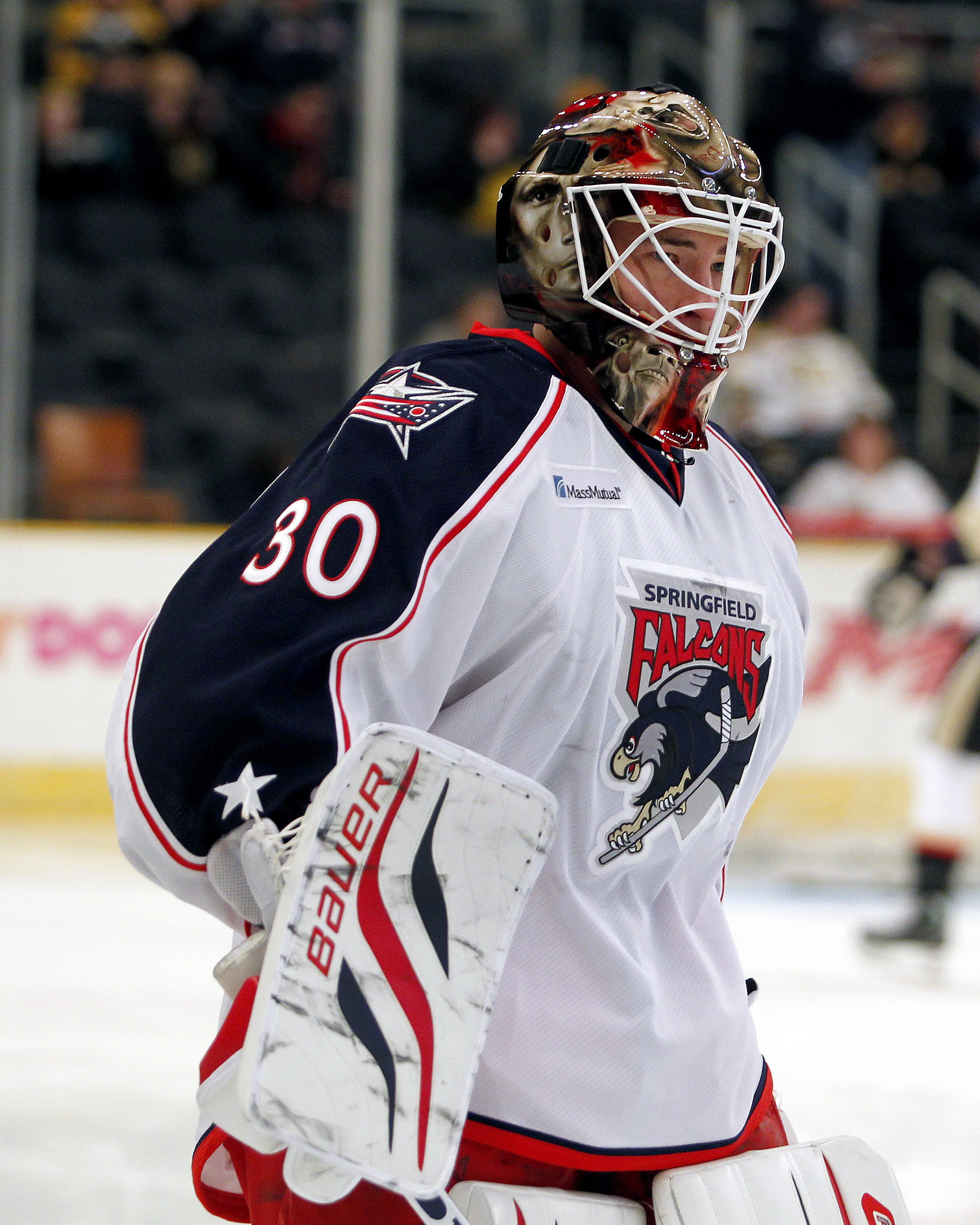
Curtis McElhinney, gewählt an Position 176

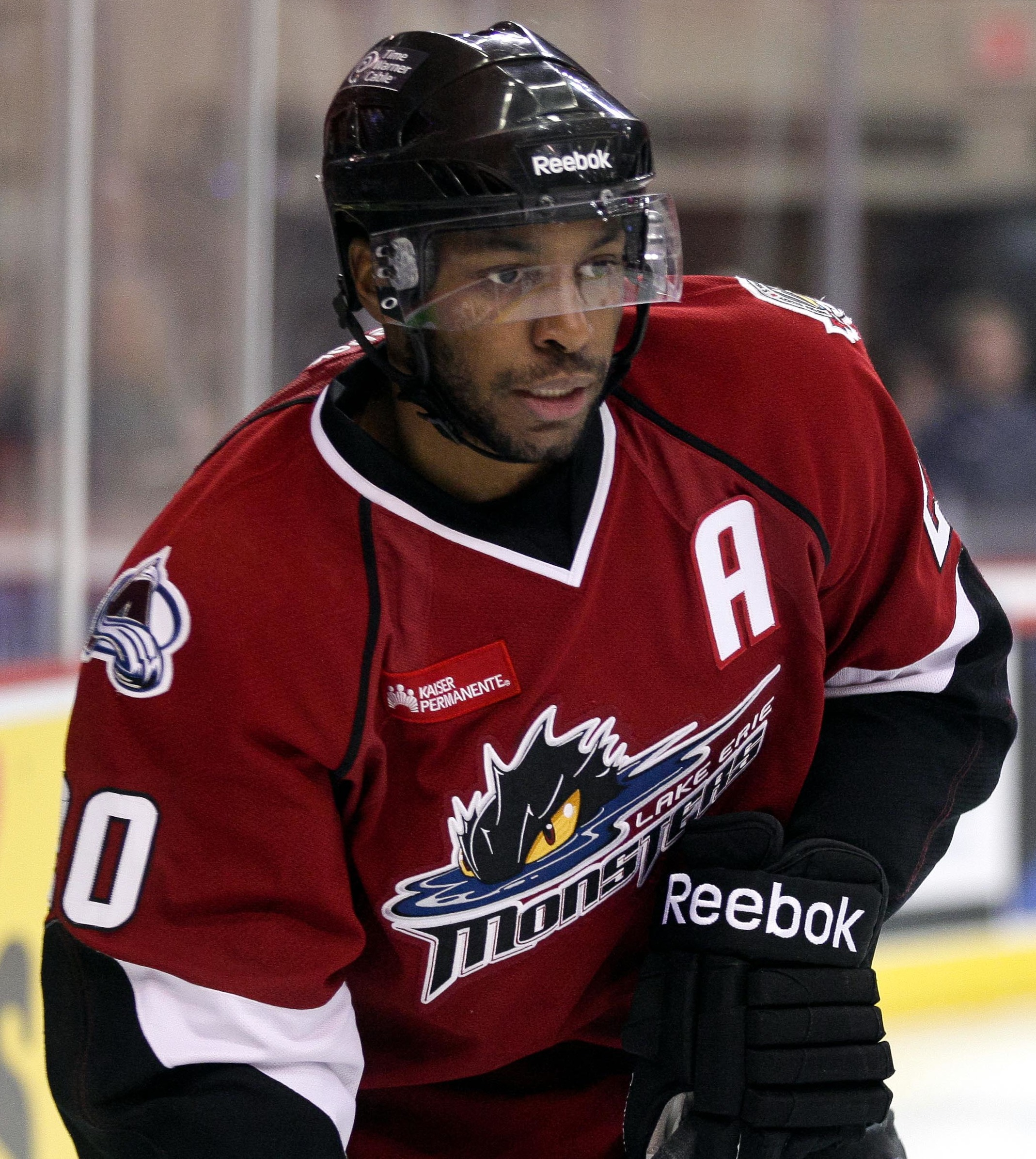
Greg Mauldin, gewählt an Position 199

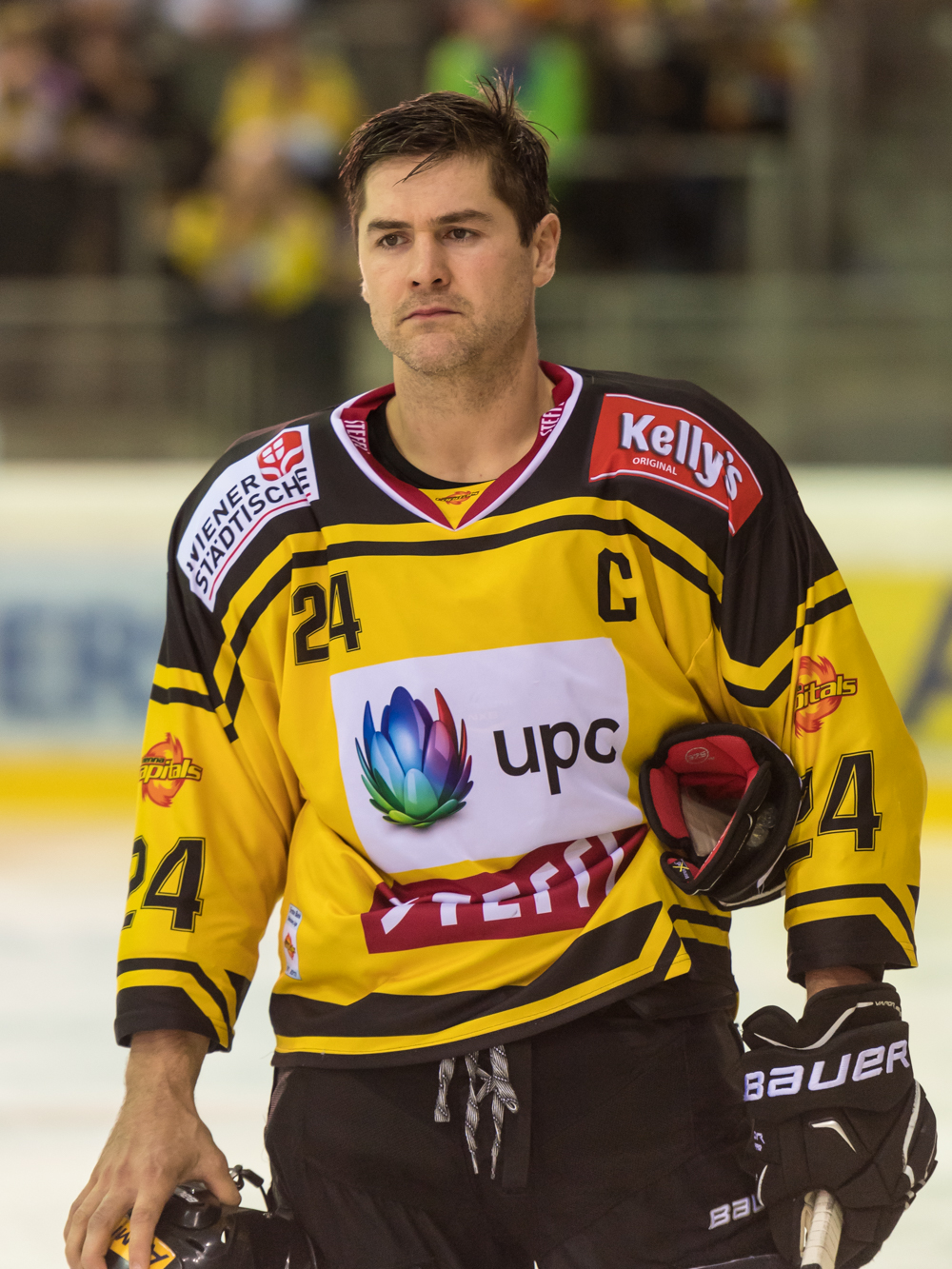
Jonathan Ferland, gewählt an Position 212

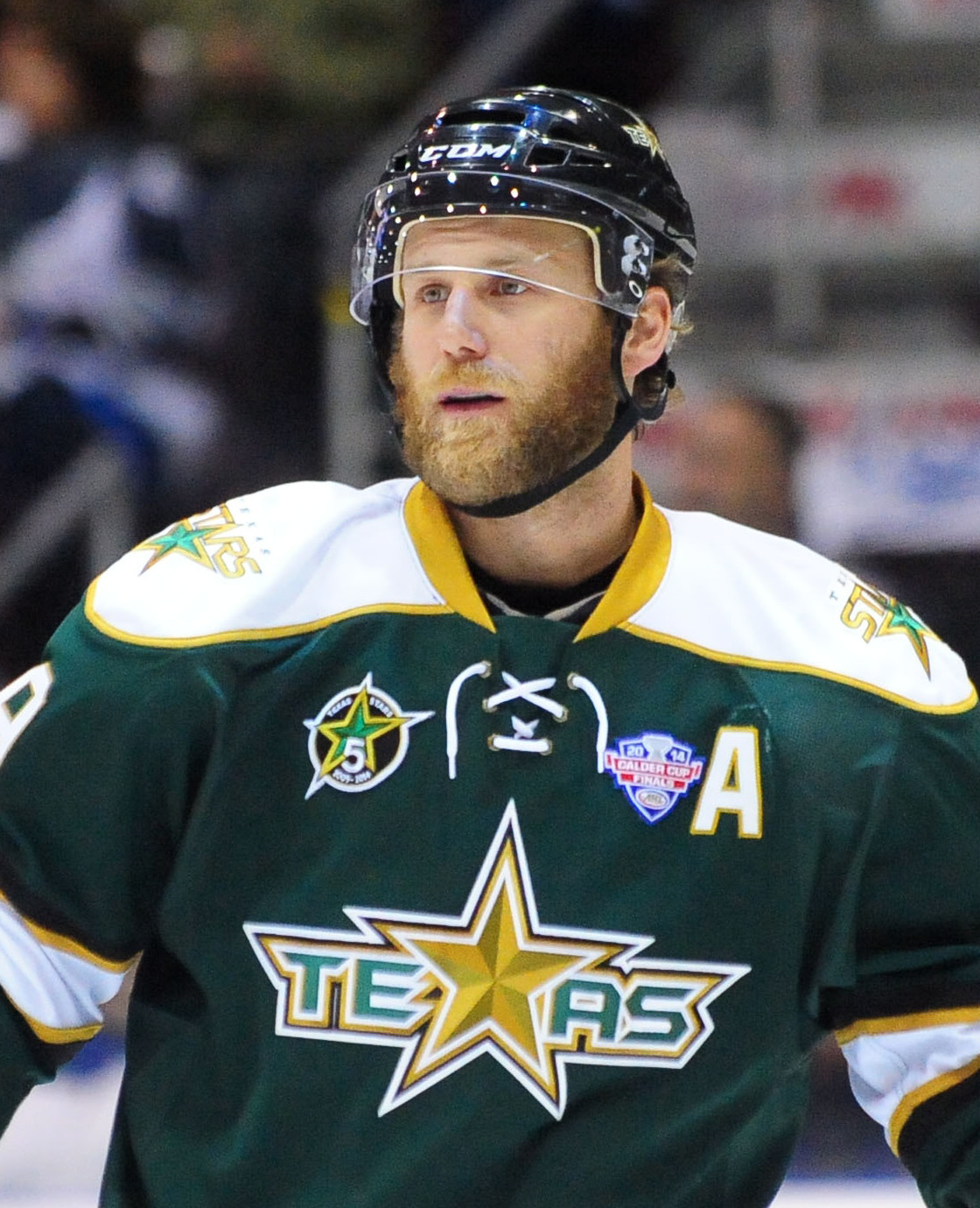
Derek Meech, gewählt an Position 229

| Inhaltsverzeichnis Runde 1 \| Runde 2 \| Runde 3 \| Runde 4 \| Runde 5 \| Runde 6 \| Runde 7 \| Runde 8 \| Runde 9 |

Abkürzungen:
Position mit C = Center, LW = linker Flügel, RW = rechter Flügel, D = Verteidiger, G = Torwart

### Runde 1
| #   | Spieler              | Nationalität       | Position | NHL-Team                                                                               | College-/Junioren-/Profi-Team           |
| --- | -------------------- | ------------------ | -------- | -------------------------------------------------------------------------------------- | --------------------------------------- |
| 1.  | Rick Nash            | Kanada             | LW       | Columbus Blue Jackets (von Florida Panthers)                                           | London Knights (OHL)                    |
| 2.  | Kari Lehtonen        | Finnland           | G        | Atlanta Thrashers                                                                      | Jokerit Helsinki (SM-liiga)             |
| 3.  | Jay Bouwmeester      | Kanada             | D        | Florida Panthers (von Columbus Blue Jackets)                                           | Medicine Hat Tigers (WHL)               |
| 4.  | Joni Pitkänen        | Finnland           | D        | Philadelphia Flyers (von Tampa Bay Lightning)                                          | Kärpät Oulu (SM-liiga)                  |
| 5.  | Ryan Whitney         | Vereinigte Staaten | D        | Pittsburgh Penguins                                                                    | Boston University (NCAA)                |
| 6.  | Scottie Upshall      | Kanada             | LW       | Nashville Predators                                                                    | Kamloops Blazers (WHL)                  |
| 7.  | Joffrey Lupul        | Kanada             | LW       | Mighty Ducks of Anaheim                                                                | Medicine Hat Tigers (WHL)               |
| 8.  | Pierre-Marc Bouchard | Kanada             | C        | Minnesota Wild                                                                         | Saguenéens de Chicoutimi (LHJMQ)        |
| 9.  | Petr Tatíček         | Tschechien         | C        | Florida Panthers (von Calgary Flames)                                                  | Sault Ste. Marie Greyhounds (OHL)       |
| 10. | Eric Nystrom         | Vereinigte Staaten | LW       | Calgary Flames (von New York Rangers via Florida Panthers)                             | University of Michigan (NCAA)           |
| 11. | Keith Ballard        | Vereinigte Staaten | D        | Buffalo Sabres                                                                         | University of Minnesota (NCAA)          |
| 12. | Steve Eminger        | Kanada             | D        | Washington Capitals                                                                    | Kitchener Rangers (OHL)                 |
| 13. | Alexander Sjomin     | Russland           | LW       | Washington Capitals (von Dallas Stars)                                                 | Traktor Tscheljabinsk (Wysschaja Liga)  |
| 14. | Christopher Higgins  | Vereinigte Staaten | LW       | Canadiens de Montréal (von Edmonton Oilers)                                            | Yale University (NCAA)                  |
| 15. | Jesse Niinimäki      | Finnland           | C        | Edmonton Oilers (von Canadiens de Montréal)                                            | Ilves Tampere (SM-liiga)                |
| 16. | Jakub Klepiš         | Tschechien         | C        | Ottawa Senators                                                                        | Portland Winter Hawks (WHL)             |
| 17. | Boyd Gordon          | Kanada             | C        | Washington Capitals (von Vancouver Canucks)                                            | Red Deer Rebels (WHL)                   |
| 18. | Denis Grebeschkow    | Russland           | D        | Los Angeles Kings                                                                      | Lokomotive Jaroslawl (Superliga)        |
| 19. | Jakub Koreis         | Tschechien         | C        | Phoenix Coyotes                                                                        | HC Plzeň (tschech. Extraliga)           |
| 20. | Daniel Paille        | Kanada             | LW       | Buffalo Sabres (von New Jersey Devils via Dallas Stars und Columbus Blue Jackets)      | Guelph Storm (OHL)                      |
| 21. | Anton Babtschuk      | Russland           | D        | Chicago Blackhawks                                                                     | Elemasch Elektrostal (Wysschaja Liga)   |
| 22. | Sean Bergenheim      | Finnland           | LW       | New York Islanders                                                                     | Jokerit Helsinki (SM-liiga)             |
| 23. | Ben Eager            | Kanada             | LW       | Phoenix Coyotes (von St. Louis Blues)                                                  | Oshawa Generals (OHL)                   |
| 24. | Alexander Steen      | Kanada             | LW       | Toronto Maple Leafs                                                                    | Västra Frölunda (Elitserien)            |
| 25. | Cam Ward             | Kanada             | G        | Carolina Hurricanes                                                                    | Red Deer Rebels (WHL)                   |
| 26. | Martin Vágner        | Tschechien         | D        | Dallas Stars (von Philadelphia Flyers via Washington Capitals)                         | Olympiques de Hull (LHJMQ)              |
| 27. | Mike Morris          | Vereinigte Staaten | RW       | San Jose Sharks                                                                        | St. Sebastian’s School (US High School) |
| 28. | Jonas Johansson      | Schweden           | RW       | Colorado Avalanche                                                                     | HV71 (Elitserien)                       |
| 29. | Hannu Toivonen       | Finnland           | G        | Boston Bruins                                                                          | HPK Hämeenlinna U20 (Nuorten SM-liiga)  |
| 30. | Jim Slater           | Vereinigte Staaten | C        | Atlanta Thrashers (von Detroit Red Wings via Buffalo Sabres und Columbus Blue Jackets) | Michigan State University (NCAA)        |

### Runde 2
| #   | Spieler                 | Nationalität       | Position | NHL-Team                                                                                                | College-/Junioren-/Profi-Team           |
| --- | ----------------------- | ------------------ | -------- | --- | --------------------------------------- |
| 31. | Jeff Drouin-Deslauriers | Kanada             | G        | Edmonton Oilers (von Atlanta Thrashers via Buffalo Sabres)                                              | Saguenéens de Chicoutimi (LHJMQ)        |
| 32. | János Vas               | Ungarn             | LW       | Dallas Stars (von Columbus Blue Jackets)                                                                | Malmö IF U20 (J20 SuperElit)            |
| 33. | Lee Falardeau           | Vereinigte Staaten | C        | New York Rangers (von Florida Panthers)                                                                 | Michigan State University (NCAA)        |
| 34. | Tobias Stephan          | Schweiz            | G        | Dallas Stars (von Tampa Bay Lightning via Ottawa Senators, Philadelphia Flyers und Tampa Bay Lightning) | EHC Chur (NLA)                          |
| 35. | Ondřej Němec            | Tschechien         | D        | Pittsburgh Penguins                                                                                     | HC Vsetín (tschech. Extraliga)          |
| 36. | Jarret Stoll            | Kanada             | C        | Edmonton Oilers (von Nashville Predators via Buffalo Sabres)                                            | Kootenay Ice (WHL)                      |
| 37. | Tim Brent               | Kanada             | C        | Mighty Ducks of Anaheim                                                                                 | Toronto St. Michael’s Majors (OHL)      |
| 38. | Josh Harding            | Kanada             | G        | Minnesota Wild                                                                                          | Regina Pats (WHL)                       |
| 39. | Brian McConnell         | Vereinigte Staaten | C        | Calgary Flames                                                                                          | Boston University (NCAA)                |
| 40. | Rob Globke              | Vereinigte Staaten | RW       | Florida Panthers (von New York Rangers)                                                                 | University of Notre Dame (NCAA)         |
| 41. | Joakim Lindström        | Schweden           | C        | Columbus Blue Jackets (von Buffalo Sabres via Atlanta Thrashers)                                        | MODO Hockey (Elitserien)                |
| 42. | Marius Holtet           | Norwegen           | C        | Dallas Stars (von Washington Capitals)                                                                  | Färjestad BK U20 (J20 SuperElit)        |
| 43. | Trevor Daley            | Kanada             | D        | Dallas Stars                                                                                            | Sault Ste. Marie Greyhounds (OHL)       |
| 44. | Matt Greene             | Vereinigte Staaten | D        | Edmonton Oilers                                                                                         | Green Bay Gamblers (USHL)               |
| 45. | Tomáš Linhart           | Tschechien         | D        | Canadiens de Montréal                                                                                   | HC Pardubice U20 (Tschechien U20)       |
| 46. | David LeNeveu           | Kanada             | G        | Phoenix Coyotes Anm. 1                                                                                  | Cornell University (NCAA)               |
| 47. | Alexei Kaigorodow       | Russland           | C        | Ottawa Senators                                                                                         | Metallurg Magnitogorsk (Superliga)      |
| 48. | Alexei Schkotow         | Russland           | RW       | St. Louis Blues Anm. 2                                                                                  | Elemasch Elektrostal (Wysschaja Liga)   |
| 49. | Kirill Kolzow           | Russland           | D        | Vancouver Canucks                                                                                       | Awangard Omsk (Superliga)               |
| 50. | Sergei Anschakow        | Russland           | LW       | Los Angeles Kings                                                                                       | ZSKA Moskau (Wysschaja Liga)            |
| 51. | Anton Kadeikin          | Russland           | D        | New Jersey Devils Anm. 3                                                                                | Elemasch Elektrostal (Wysschaja Liga)   |
| 52. | Dan Spang               | Vereinigte Staaten | D        | San Jose Sharks (von Phoenix Coyotes via Philadelphia Flyers und Tampa Bay Lightning)                   | Winchester High School (US High School) |
| 53. | Barry Tallackson        | Vereinigte Staaten | RW       | New Jersey Devils                                                                                       | University of Minnesota (NCAA)          |
| 54. | Duncan Keith            | Kanada             | D        | Chicago Blackhawks                                                                                      | Michigan State University (NCAA)        |
| 55. | Dsjanis Hrot            | Belarus            | D        | Vancouver Canucks (von New York Islanders via Tampa Bay Lightning und Washington Capitals)              | Elemasch Elektrostal (Wysschaja Liga)   |
| 56. | Wladislaw Jewsejew      | Russland           | LW       | Boston Bruins (von St. Louis Blues)                                                                     | ZSKA Moskau (Wysschaja Liga)            |
| 57. | Matt Stajan             | Kanada             | C        | Toronto Maple Leafs                                                                                     | Belleville Bulls (OHL)                  |
| 58. | Jiří Hudler             | Tschechien         | RW       | Detroit Red Wings (von Carolina Hurricanes)                                                             | HC Vsetín (tschech. Extraliga)          |
| 59. | Maxime Daigneault       | Kanada             | G        | Washington Capitals (von Philadelphia Flyers)                                                           | Foreurs de Val-d’Or (LHJMQ)             |
| 60. | Adam Henrich            | Kanada             | LW       | Tampa Bay Lightning (von San Jose Sharks)                                                               | Brampton Battalion (OHL)                |
| 61. | Johnny Boychuk          | Kanada             | D        | Colorado Avalanche                                                                                      | Calgary Hitmen (WHL)                    |
| 62. | Andrij Michnow          | Ukraine            | C        | St. Louis Blues (von Boston Bruins)                                                                     | Sudbury Wolves (OHL)                    |
| 63. | Tomáš Fleischmann       | Tschechien         | LW       | Detroit Red Wings                                                                                       | HC Vítkovice U20 (Tschechien U20)       |

### Runde 3
| #   | Spieler                | Nationalität       | Position | NHL-Team                                                                                  | College-/Junioren-/Profi-Team           |
| --- | ---------------------- | ------------------ | -------- | ----------------------------------------------------------------------------------------- | --------------------------------------- |
| 64. | Jason Ryznar           | Vereinigte Staaten | LW       | New Jersey Devils (von Atlanta Thrashers)                                                 | University of Michigan (NCAA)           |
| 65. | Ole-Kristian Tollefsen | Norwegen           | D        | Columbus Blue Jackets                                                                     | Lillehammer IK (Eliteserien)            |
| 66. | Petr Kanko             | Tschechien         | RW       | Los Angeles Kings Anm. 4                                                                  | Kitchener Rangers (OHL)                 |
| 67. | Gregory Campbell       | Kanada             | C        | Florida Panthers (von Florida Panthers via New York Rangers)                              | Plymouth Whalers (OHL)                  |
| 68. | Brett Skinner          | Kanada             | D        | Vancouver Canucks (von Tampa Bay Lightning via Philadelphia Flyers)                       | Des Moines Buccaneers (USHL)            |
| 69. | Erik Christensen       | Kanada             | C        | Pittsburgh Penguins                                                                       | Kamloops Blazers (WHL)                  |
| 70. | Joe Callahan           | Vereinigte Staaten | D        | Phoenix Coyotes (von Nashville Predators via Philadelphia Flyers)                         | Yale University (NCAA)                  |
| 71. | Brian Lee              | Vereinigte Staaten | D        | Mighty Ducks of Anaheim                                                                   | Erie Otters (OHL)                       |
| 72. | Mike Erickson          | Vereinigte Staaten | RW       | Minnesota Wild                                                                            | University of Minnesota (NCAA)          |
| 73. | Barry Brust            | Kanada             | G        | Minnesota Wild Anm. 5                                                                     | Spokane Chiefs (WHL)                    |
| 74. | Todd Ford              | Kanada             | G        | Toronto Maple Leafs (von Calgary Flames)                                                  | Swift Current Broncos (WHL)             |
| 75. | Arttu Luttinen         | Finnland           | LW       | Ottawa Senators (von New York Rangers)                                                    | HIFK Helsinki U20 (Nuorten SM-liiga)    |
| 76. | Michaël Tessier        | Kanada             | LW       | Buffalo Sabres                                                                            | Titan d’Acadie-Bathurst (LHJMQ)         |
| 77. | Patrick Wellar         | Kanada             | D        | Washington Capitals                                                                       | Portland Winter Hawks (WHL)             |
| 78. | Geoff Waugh            | Kanada             | D        | Dallas Stars                                                                              | Kindersley Klippers (SJHL)              |
| 79. | Brock Radunske         | Kanada             | LW       | Edmonton Oilers                                                                           | Michigan State University (NCAA)        |
| 80. | Matt Jones             | Vereinigte Staaten | D        | Phoenix Coyotes (von Canadiens de Montréal)                                               | University of North Dakota (NCAA)       |
| 81. | Marcus Jonasén         | Schweden           | LW       | New York Rangers (von Ottawa Senators)                                                    | Västerås IK U20 (J20 SuperElit)         |
| 82. | John Adams             | Vereinigte Staaten | D        | Buffalo Sabres (von Vancouver Canucks via Florida Panthers und Atlanta Thrashers)         | Boston College (NCAA)                   |
| 83. | Lukáš Mensator         | Tschechien         | G        | Vancouver Canucks (von Los Angeles Kings)                                                 | HC Karlovy Vary U20 (Tschechien U20)    |
| 84. | Marek Chvátal          | Tschechien         | D        | New Jersey Devils (von Phoenix Coyotes)                                                   | HC Oceláři Třinec (tschech. Extraliga)  |
| 85. | Ahren Spylo            | Kanada             | LW       | New Jersey Devils                                                                         | Windsor Spitfires (OHL)                 |
| 86. | Jonas Fiedler          | Tschechien         | RW       | San Jose Sharks (von Chicago Blackhawks)                                                  | Plymouth Whalers (OHL)                  |
| 87. | Frans Nielsen          | Danemark           | C        | New York Islanders                                                                        | Malmö IF (Elitserien)                   |
| 88. | Dominic D’Amour        | Kanada             | D        | Toronto Maple Leafs (von Buffalo Sabres Anm. 6 via Nashville Predators)                   | Olympiques de Hull (LHJMQ)              |
| 89. | Tomáš Troliga          | Slowakei           | C        | St. Louis Blues                                                                           | HK Prešov (slowak. 1. Liga)             |
| 90. | Matthew Lombardi       | Kanada             | C        | Calgary Flames (von Toronto Maple Leafs)                                                  | Tigres de Victoriaville (LHJMQ)         |
| 91. | Jesse Lane             | Vereinigte Staaten | D        | Carolina Hurricanes (von Carolina Hurricanes via Philadelphia Flyers)                     | Olympiques de Hull (LHJMQ)              |
| 92. | Derek Krestanovich     | Kanada             | C        | Washington Capitals (von Philadelphia Flyers)                                             | Moose Jaw Warriors (WHL)                |
| 93. | Alexander Koschewnikow | Russland           | LW       | Chicago Blackhawks (von San Jose Sharks)                                                  | Krylja Sowetow Moskau II (Perwaja Liga) |
| 94. | Eric Lundberg          | Vereinigte Staaten | D        | Colorado Avalanche                                                                        | Providence College (NCAA)               |
| 95. | Valtteri Filppula      | Finnland           | C        | Detroit Red Wings (von Boston Bruins via Mighty Ducks of Anaheim und Nashville Predators) | Jokerit Helsinki (Nuorten SM-liiga)     |
| 96. | Jeff Genovy            | Vereinigte Staaten | C        | Columbus Blue Jackets (von Detroit Red Wings via Atlanta Thrashers)                       | Des Moines Buccaneers (USHL)            |

### Runde 4
| #    | Spieler            | Nationalität       | Position | NHL-Team                                                                   | College-/Junioren-/Profi-Team            |
| ---- | ------------------ | ------------------ | -------- | -------------------------------------------------------------------------- | ---------------------------------------- |
| 97.  | Lance Monych       | Kanada             | RW       | Phoenix Coyotes (von Atlanta Thrashers)                                    | Brandon Wheat Kings (WHL)                |
| 98.  | Iwan Tkatschenko   | Russland           | LW       | Columbus Blue Jackets                                                      | Lokomotive Jaroslawl (Superliga)         |
| 99.  | Michaël Lambert    | Kanada             | LW       | Canadiens de Montréal (von Florida Panthers via Calgary Flames)            | Rocket de Montréal (LHJMQ)               |
| 100. | Dmitri Kasionow    | Russland           | C        | Tampa Bay Lightning                                                        | Lada Toljatti (Superliga)                |
| 101. | Daniel Fernholm    | Schweden           | D        | Pittsburgh Penguins                                                        | Djurgårdens IF U20 (J20 Division 1)      |
| 102. | Brandon Segal      | Kanada             | RW       | Nashville Predators                                                        | Calgary Hitmen (WHL)                     |
| 103. | Joonas Vihko       | Finnland           | RW       | Mighty Ducks of Anaheim                                                    | HIFK Helsinki (SM-liiga)                 |
| 104. | Aaron Rome         | Kanada             | D        | Los Angeles Kings (von Minnesota Wild via Dallas Stars und Minnesota Wild) | Swift Current Broncos (WHL)              |
| 105. | Rosario Ruggeri    | Kanada             | D        | Philadelphia Flyers (von Calgary Flames)                                   | Saguenéens de Chicoutimi (LHJMQ)         |
| 106. | Iwan Kolzow        | Russland           | D        | Edmonton Oilers (von New York Rangers)                                     | Sewerstal Tscherepowez II (Perwaja Liga) |
| 107. | Mikko Kalteva      | Finnland           | D        | Colorado Avalanche Anm. 7                                                  | Jokerit Helsinki U20 (Nuorten SM-liiga)  |
| 108. | Jakub Hulva        | Tschechien         | RW       | Buffalo Sabres                                                             | HC Vítkovice (tschech. Extraliga)        |
| 109. | Jevon Desautels    | Kanada             | LW       | Washington Capitals                                                        | Spokane Chiefs (WHL)                     |
| 110. | Jarkko Immonen     | Finnland           | C        | Dallas Stars                                                               | Espoo Blues U20 (Nuorten SM-liiga)       |
| 111. | Jonas Almtorp      | Schweden           | C        | Edmonton Oilers                                                            | MODO Hockey (Elitserien)                 |
| 112. | Juri Artemenkow    | Russland           | RW       | Calgary Flames (von Canadiens de Montréal)                                 | Krylja Sowetow Moskau II (Perwaja Liga)  |
| 113. | Scott Dobben       | Kanada             | LW       | Ottawa Senators                                                            | Erie Otters (OHL)                        |
| 114. | John Laliberté     | Vereinigte Staaten | RW       | Vancouver Canucks                                                          | New Hampshire Jr. Monarchs (EJHL)        |
| 115. | Mark Rooneem       | Kanada             | LW       | Los Angeles Kings                                                          | Kamloops Blazers (WHL)                   |
| 116. | Patrick Dwyer      | Vereinigte Staaten | RW       | Atlanta Thrashers (von Phoenix Coyotes)                                    | Western Michigan University (NCAA)       |
| 117. | Cam Janssen        | Vereinigte Staaten | RW       | New Jersey Devils                                                          | Windsor Spitfires (OHL)                  |
| 118. | Petr Dvořák        | Tschechien         | RW       | Washington Capitals (von Chicago Blackhawks)                               | HC Havířov (tschech. Extraliga)          |
| 119. | Jēkabs Rēdlihs     | Lettland           | D        | Columbus Blue Jackets (von New York Islanders)                             | New York Apple Core (EJHL)               |
| 120. | Robin Jonsson      | Schweden           | D        | St. Louis Blues                                                            | Färjestad BK (Elitserien)                |
| 121. | Marty Magers       | Vereinigte Staaten | G        | Buffalo Sabres Anm. 8                                                      | Omaha Lancers (USHL)                     |
| 122. | David Turoň        | Tschechien         | D        | Toronto Maple Leafs                                                        | HC Havířov (tschech. Extraliga)          |
| 123. | Robin Kovář        | Tschechien         | C        | Edmonton Oilers Anm. 9                                                     | Vancouver Giants (WHL)                   |
| 124. | Lane Manson        | Kanada             | D        | Atlanta Thrashers (von Carolina Hurricanes via St. Louis Blues)            | Moose Jaw Warriors (WHL)                 |
| 125. | Johan Björk        | Schweden           | D        | Ottawa Senators Anm. 10                                                    | Malmö IF U20 (J20 SuperElit)             |
| 126. | Konstantin Baranow | Russland           | RW       | Philadelphia Flyers                                                        | Lada Toljatti (Superliga)                |
| 127. | Nate Guenin        | Vereinigte Staaten | D        | New York Rangers (von Ottawa Senators Anm. 11)                             | Green Bay Gamblers (USHL)                |
| 128. | Matt Ellison       | Kanada             | RW       | Chicago Blackhawks (von San Jose Sharks)                                   | Cowichan Valley Capitals (BCHL)          |
| 129. | Tom Gilbert        | Vereinigte Staaten | D        | Colorado Avalanche                                                         | Chicago Steel (USHL)                     |
| 130. | Jan Kubista        | Tschechien         | RW       | Boston Bruins                                                              | HC Pardubice U20 (Tschechien U20)        |
| 131. | Johan Berggren     | Schweden           | D        | Detroit Red Wings                                                          | Sunne IK (Division 1)                    |

### Runde 5
| #    | Spieler           | Nationalität       | Position | NHL-Team                                                      | College-/Junioren-/Profi-Team         |
| ---- | ----------------- | ------------------ | -------- | ------------------------------------------------------------- | ------------------------------------- |
| 132. | John Zeiler       | Vereinigte Staaten | RW       | Phoenix Coyotes (von Atlanta Thrashers)                       | Sioux City Musketeers (USHL)          |
| 133. | Lasse Pirjetä     | Finnland           | C        | Columbus Blue Jackets                                         | Kärpät Oulu (SM-liiga)                |
| 134. | Topi Jaakola      | Finnland           | D        | Florida Panthers                                              | Kärpät Oulu (SM-liiga)                |
| 135. | Joseph Pearce     | Vereinigte Staaten | G        | Tampa Bay Lightning                                           | New Hampshire Jr. Monarchs (EJHL)     |
| 136. | Andy Sertich      | Vereinigte Staaten | D        | Pittsburgh Penguins Anm. 12                                   | Greenway High School (US High School) |
| 137. | Cam Paddock       | Kanada             | C        | Pittsburgh Penguins                                           | Kelowna Rockets (WHL)                 |
| 138. | Patrick Jarrett   | Kanada             | C        | Nashville Predators                                           | Owen Sound Attack (OHL)               |
| 139. | Kris Newbury      | Kanada             | C        | San Jose Sharks Anm. 13                                       | Sarnia Sting (OHL)                    |
| 140. | George Davis      | Kanada             | RW       | Mighty Ducks of Anaheim                                       | Cape Breton Screaming Eagles (LHJMQ)  |
| 141. | Jiří Cetkovský    | Tschechien         | LW       | Calgary Flames (von Minnesota Wild via Canadiens de Montréal) | HC Zlín U20 (Tschechien U20)          |
| 142. | Emanuel Peter     | Schweiz            | C        | Calgary Flames                                                | Kloten Flyers (NLA)                   |
| 143. | Mike Walsh        | Vereinigte Staaten | LW       | New York Rangers                                              | Detroit Compuware Ambassadors (NAHL)  |
| 144. | Paul Flache       | Kanada             | D        | Atlanta Thrashers (von Buffalo Sabres)                        | Brampton Battalion (OHL)              |
| 145. | Robert Gherson    | Kanada             | G        | Washington Capitals                                           | Sarnia Sting (OHL)                    |
| 146. | Wiktor Bobrow     | Russland           | LW       | Calgary Flames Anm. 14                                        | ZSKA Moskau II (Perwaja Liga)         |
| 147. | David Bararuk     | Kanada             | C        | Dallas Stars                                                  | Moose Jaw Warriors (WHL)              |
| 148. | Glenn Fisher      | Kanada             | G        | Edmonton Oilers                                               | Fort Saskatchewan Traders (AJHL)      |
| 149. | Marcus Paulsson   | Schweden           | LW       | New York Islanders (von Canadiens de Montréal)                | Mörrums GoIS IK (Allsvenskan)         |
| 150. | Brock Hooton      | Kanada             | RW       | Ottawa Senators                                               | Quesnel Millionaires (BCHL)           |
| 151. | Rob McVicar       | Kanada             | G        | Vancouver Canucks                                             | Brandon Wheat Kings (WHL)             |
| 152. | Gregory Hogeboom  | Kanada             | RW       | Los Angeles Kings                                             | Miami University (NCAA)               |
| 153. | Peter Hamerlík    | Slowakei           | G        | Boston Bruins (von Phoenix Coyotes)                           | Kingston Frontenacs (OHL)             |
| 154. | Krišjānis Rēdlihs | Lettland           | D        | New Jersey Devils                                             | HK Liepājas Metalurgs (EEHL)          |
| 155. | Armands Bērziņš   | Lettland           | C        | Minnesota Wild (von Carolina Hurricanes Anm. 15)              | Cataractes de Shawinigan (LHJMQ)      |
| 156. | James Wisniewski  | Vereinigte Staaten | D        | Chicago Blackhawks                                            | Plymouth Whalers (OHL)                |
| 157. | Joel Andresen     | Kanada             | D        | Los Angeles Kings (von New York Islanders)                    | St. Albert Saints (AJHL)              |
| 158. | Vince Bellissimo  | Kanada             | C        | Florida Panthers (von St. Louis Blues)                        | Topeka Scarecrows (USHL)              |
| 159. | Kristofer Persson | Schweden           | RW       | Calgary Flames (von Toronto Maple Leafs)                      | MODO Hockey U20 (J20 SuperElit)       |
| 160. | Daniel Manzato    | Schweiz            | G        | Carolina Hurricanes                                           | Tigres de Victoriaville (LHJMQ)       |
| 161. | Dov Grumet-Morris | Vereinigte Staaten | G        | Philadelphia Flyers                                           | Harvard University (NCAA)             |
| 162. | Gerard Dicaire    | Kanada             | D        | Tampa Bay Lightning (von San Jose Sharks Anm. 16)             | Kootenay Ice (WHL)                    |
| 163. | Tom Walsh         | Vereinigte Staaten | D        | San Jose Sharks                                               | Deerfield Academy (US High School)    |
| 164. | Tyler Weiman      | Kanada             | G        | Colorado Avalanche                                            | Tri-City Americans (WHL)              |
| 165. | Justin Maiser     | Vereinigte Staaten | LW       | St. Louis Blues (von Boston Bruins)                           | Boston University (NCAA)              |
| 166. | Logan Koopmans    | Kanada             | G        | Detroit Red Wings                                             | Lethbridge Hurricanes (WHL)           |

### Runde 6
| #    | Spieler            | Nationalität       | Position | NHL-Team                                                              | College-/Junioren-/Profi-Team           |
| ---- | ------------------ | ------------------ | -------- | --------------------------------------------------------------------- | --------------------------------------- |
| 167. | Brad Schell        | Kanada             | C        | Atlanta Thrashers                                                     | Spokane Chiefs (WHL)                    |
| 168. | Tim Konsorada      | Kanada             | RW       | Columbus Blue Jackets                                                 | Brandon Wheat Kings (WHL)               |
| 169. | Jeremy Swanson     | Kanada             | D        | Florida Panthers                                                      | Barrie Colts (OHL)                      |
| 170. | P. J. Atherton     | Vereinigte Staaten | D        | Tampa Bay Lightning                                                   | Cedar Rapids RoughRiders (USHL)         |
| 171. | Bobby Goepfert     | Vereinigte Staaten | G        | Pittsburgh Penguins                                                   | Cedar Rapids RoughRiders (USHL)         |
| 172. | Mike McKenna       | Vereinigte Staaten | G        | Nashville Predators                                                   | St. Lawrence University (NCAA)          |
| 173. | Luke Fritshaw      | Kanada             | D        | Mighty Ducks of Anaheim                                               | Prince Albert Raiders (WHL)             |
| 174. | Karri Akkanen      | Finnland           | RW       | Tampa Bay Lightning (von Carolina Hurricanes Anm. 17)                 | Ilves Tampere U20 (Nuorten SM-liiga)    |
| 175. | Matt Foy           | Kanada             | RW       | Minnesota Wild                                                        | Merrimack College (NCAA)                |
| 176. | Curtis McElhinney  | Kanada             | G        | Calgary Flames                                                        | Colorado College (NCAA)                 |
| 177. | Jake Taylor        | Vereinigte Staaten | D        | New York Rangers                                                      | Green Bay Gamblers (USHL)               |
| 178. | Maxim Schtschewjew | Russland           | C        | Buffalo Sabres                                                        | Elemasch Elektrostal (Wysschaja Liga)   |
| 179. | Marián Havel       | Tschechien         | C        | Washington Capitals                                                   | Vancouver Giants (WHL)                  |
| 180. | Kirill Sidorenko   | Russland           | LW       | Dallas Stars                                                          | Mostowik Kurgan (Wysschaja Liga)        |
| 181. | Mikko Luoma        | Finnland           | D        | Edmonton Oilers                                                       | Tappara Tampere (SM-liiga)              |
| 182. | André Deveaux      | Kanada             | C        | Canadiens de Montréal                                                 | Belleville Bulls (OHL)                  |
| 183. | Paul Ranger        | Kanada             | D        | Tampa Bay Lightning (von Ottawa Senators)                             | Oshawa Generals (OHL)                   |
| 184. | Jaroslav Balaštík  | Tschechien         | RW       | Columbus Blue Jackets (von Vancouver Canucks via Philadelphia Flyers) | HC Zlín (tschech. Extraliga)            |
| 185. | Ryan Murphy        | Vereinigte Staaten | RW       | Los Angeles Kings                                                     | Boston College (NCAA)                   |
| 186. | Jeff Pietrasiak    | Vereinigte Staaten | G        | Phoenix Coyotes                                                       | Berkshire High School (US High School)  |
| 187. | Eric Johansson     | Kanada             | C        | New Jersey Devils                                                     | Tri-City Americans (WHL)                |
| 188. | Kevin Kantee       | Finnland           | D        | Chicago Blackhawks                                                    | Jokerit Helsinki U20 (Nuorten SM-liiga) |
| 189. | Alexei Stonkus     | Russland           | D        | New York Islanders                                                    | Elemasch Elektrostal (Wysschaja Liga)   |
| 190. | D. J. King         | Kanada             | LW       | St. Louis Blues                                                       | Lethbridge Hurricanes (WHL)             |
| 191. | Ian White          | Kanada             | D        | Toronto Maple Leafs                                                   | Swift Current Broncos (WHL)             |
| 192. | Nikita Korowkin    | Russland           | D        | Philadelphia Flyers (von Carolina Hurricanes)                         | Kamloops Blazers (WHL)                  |
| 193. | Joey Mormina       | Kanada             | D        | Philadelphia Flyers                                                   | Colgate University (NCAA)               |
| 194. | Kim Hirschovits    | Finnland           | C        | New York Rangers (von San Jose Sharks)                                | HIFK Helsinki (SM-liiga)                |
| 195. | Taylor Christie    | Kanada             | D        | Colorado Avalanche                                                    | Bowling Green State University (NCAA)   |
| 196. | Mikael Vuorio      | Finnland           | G        | Florida Panthers (von Boston Bruins)                                  | Lukko Rauma (SM-liiga)                  |
| 197. | Jimmy Cuddihy      | Kanada             | C        | Detroit Red Wings                                                     | Cataractes de Shawinigan (LHJMQ)        |

### Runde 7
| #    | Spieler              | Nationalität       | Position | NHL-Team                                                      | College-/Junioren-/Profi-Team              |
| ---- | -------------------- | ------------------ | -------- | ------------------------------------------------------------- | ------------------------------------------ |
| 198. | Nathan Oystrick      | Kanada             | D        | Atlanta Thrashers                                             | South Surrey Eagles (BCHL)                 |
| 199. | Greg Mauldin         | Vereinigte Staaten | C        | Columbus Blue Jackets                                         | University of Massachusetts Amherst (NCAA) |
| 200. | Denis Jatschmenjow   | Russland           | LW       | Florida Panthers                                              | North Bay Centennials (OHL)                |
| 201. | Mathieu Brunelle     | Kanada             | LW       | Philadelphia Flyers (von Tampa Bay Lightning)                 | Tigres de Victoriaville (LHJMQ)            |
| 202. | Patrik Bärtschi      | Schweiz            | RW       | Pittsburgh Penguins                                           | Kloten Flyers (NLA)                        |
| 203. | Josh Morrow          | Kanada             | D        | Nashville Predators                                           | Tri-City Americans (WHL)                   |
| 204. | Niklas Eckerblom     | Schweden           | RW       | Minnesota Wild (von Mighty Ducks of Anaheim)                  | Djurgårdens IF (Elitserien)                |
| 205. | Jean-François Dufort | Kanada             | LW       | Edmonton Oilers (von Minnesota Wild)                          | Cape Breton Screaming Eagles (LHJMQ)       |
| 206. | David Van der Gulik  | Kanada             | LW       | Calgary Flames                                                | Chilliwack Chiefs (BCHL)                   |
| 207. | Pierre Johnsson      | Schweden           | D        | Calgary Flames (von New York Rangers)                         | Färjestad BK U20 (J20 SuperElit)           |
| 208. | Radoslav Hecl        | Slowakei           | D        | Buffalo Sabres                                                | Slovan Bratislava (slowak. Extraliga)      |
| 209. | Joni Lindlöf         | Finnland           | LW       | Washington Capitals                                           | Tappara Tampere U20 (Nuorten SM-liiga)     |
| 210. | Bryan Hamm           | Kanada             | D        | Dallas Stars                                                  | Peterborough Petes (OHL)                   |
| 211. | Patrick Murphy       | Vereinigte Staaten | LW       | Edmonton Oilers                                               | Newmarket Hurricanes (OPJHL)               |
| 212. | Jonathan Ferland     | Kanada             | RW       | Canadiens de Montréal                                         | Titan d’Acadie-Bathurst (LHJMQ)            |
| 213. | Fredrik Norrena      | Finnland           | G        | Tampa Bay Lightning (von Ottawa Senators)                     | TPS Turku (SM-liiga)                       |
| 214. | Marc-André Roy       | Kanada             | LW       | Vancouver Canucks                                             | Drakkar de Baie-Comeau (LHJMQ)             |
| 215. | Michail Ljubuschin   | Russland           | D        | Los Angeles Kings                                             | Krylja Sowetow Moskau (Superliga)          |
| 216. | Ladislav Kouba       | Tschechien         | LW       | Phoenix Coyotes                                               | Red Deer Rebels (WHL)                      |
| 217. | Tim Conboy           | Vereinigte Staaten | D        | San Jose Sharks (von New Jersey Devils via Atlanta Thrashers) | Topeka Scarecrows (USHL)                   |
| 218. | Ilkka Pikkarainen    | Finnland           | RW       | New Jersey Devils Anm. 18                                     | HIFK Helsinki (SM-liiga)                   |
| 219. | Tyson Kellerman      | Kanada             | G        | Chicago Blackhawks                                            | North Bay Centennials (OHL)                |
| 220. | Brad Topping         | Kanada             | G        | New York Islanders                                            | Brampton Battalion (OHL)                   |
| 221. | Jonas Johnson        | Schweden           | C        | St. Louis Blues                                               | Västra Frölunda (Elitserien)               |
| 222. | Scott May            | Kanada             | C        | Toronto Maple Leafs                                           | Ohio State University (NCAA)               |
| 223. | Ilja Krikunow        | Russland           | LW       | Vancouver Canucks Anm. 19                                     | Elemasch Elektrostal (Wysschaja Liga)      |
| 224. | Adam Taylor          | Kanada             | C        | Carolina Hurricanes                                           | Kootenay Ice (WHL)                         |
| 225. | Steven Goertzen      | Kanada             | RW       | Columbus Blue Jackets (von Philadelphia Flyers)               | Seattle Thunderbirds (WHL)                 |
| 226. | Joey Crabb           | Vereinigte Staaten | RW       | New York Rangers (von San Jose Sharks)                        | Green Bay Gamblers (USHL)                  |
| 227. | Ryan Steeves         | Kanada             | C        | Colorado Avalanche                                            | Yale University (NCAA)                     |
| 228. | Dmitri Utkin         | Russland           | LW       | Boston Bruins                                                 | Lokomotive Jaroslawl II (Perwaja Liga)     |
| 229. | Derek Meech          | Kanada             | D        | Detroit Red Wings                                             | Red Deer Rebels (WHL)                      |

### Runde 8
| #    | Spieler                 | Nationalität       | Position | NHL-Team                                                              | College-/Junioren-/Profi-Team         |
| ---- | ----------------------- | ------------------ | -------- | --------------------------------------------------------------------- | ------------------------------------- |
| 230. | Colton Fretter          | Kanada             | RW       | Atlanta Thrashers                                                     | Chatham Maroons (WOHL)                |
| 231. | Jaroslav Kracík         | Tschechien         | C        | Columbus Blue Jackets                                                 | HC Plzeň (tschech. Extraliga)         |
| 232. | Peter Hafner            | Vereinigte Staaten | D        | Florida Panthers                                                      | Taft High School (US High School)     |
| 233. | Wassili Koschetschkin   | Russland           | G        | Tampa Bay Lightning                                                   | Lada Toljatti II (Perwaja Liga)       |
| 234. | Maxime Talbot           | Kanada             | C        | Pittsburgh Penguins                                                   | Olympiques de Hull (LHJMQ)            |
| 235. | Kaleb Betts             | Kanada             | C        | Nashville Predators                                                   | Chilliwack Chiefs (BCHL)              |
| 236. | Tyler Boldt             | Kanada             | D        | Atlanta Thrashers (von Mighty Ducks of Anaheim)                       | Kamloops Blazers (WHL)                |
| 237. | Christoph Brandner      | Osterreich         | LW       | Minnesota Wild                                                        | Krefeld Pinguine (DEL)                |
| 238. | Jyri Marttinen          | Finnland           | D        | Calgary Flames                                                        | JYP Jyväskylä (SM-liiga)              |
| 239. | Ryan Lannon             | Vereinigte Staaten | D        | Pittsburgh Penguins Anm. 20                                           | Harvard University (NCAA)             |
| 240. | Petr Průcha             | Tschechien         | RW       | New York Rangers                                                      | HC Pardubice (tschech. Extraliga)     |
| 241. | Dennis Wideman          | Kanada             | D        | Buffalo Sabres                                                        | London Knights (OHL)                  |
| 242. | Igor Ignatuschkin       | Russland           | C        | Washington Capitals                                                   | Elemasch Elektrostal (Wysschaja Liga) |
| 243. | Tuomas Mikkonen         | Finnland           | LW       | Dallas Stars                                                          | JYP Jyväskylä (SM-liiga)              |
| 244. | Dwight Helminen         | Vereinigte Staaten | C        | Edmonton Oilers                                                       | University of Michigan (NCAA)         |
| 245. | Tomáš Micka             | Tschechien         | LW       | Edmonton Oilers (von Canadiens de Montréal)                           | Slavia Prag (tschech. Extraliga)      |
| 246. | Josef Vávra             | Tschechien         | LW       | Ottawa Senators                                                       | HC Vsetín U20 (Tschechien U20)        |
| 247. | Matt Violin             | Kanada             | G        | Vancouver Canucks                                                     | Lake Superior State University (NCAA) |
| 248. | Tuukka Pulliainen       | Finnland           | C        | Los Angeles Kings                                                     | TuTo Hockey (Mestis)                  |
| 249. | Marcus Smith            | Vereinigte Staaten | D        | Phoenix Coyotes                                                       | Kitchener Rangers (OHL)               |
| 250. | Dan Glover              | Kanada             | D        | New Jersey Devils                                                     | Camrose Kodiaks (AJHL)                |
| 251. | Jason Kostadine         | Vereinigte Staaten | RW       | Chicago Blackhawks                                                    | Olympiques de Hull (LHJMQ)            |
| 252. | Martin Chabada          | Tschechien         | RW       | New York Islanders                                                    | Sparta Prag (tschech. Extraliga)      |
| 253. | Tom Koivisto            | Finnland           | D        | St. Louis Blues                                                       | Jokerit Helsinki (SM-liiga)           |
| 254. | Jarkko Immonen          | Finnland           | C        | Toronto Maple Leafs                                                   | Ässät Pori (SM-liiga)                 |
| 255. | Ryan Craig              | Kanada             | C        | Tampa Bay Lightning (von Carolina Hurricanes)                         | Brandon Wheat Kings (WHL)             |
| 256. | Darren Reid             | Kanada             | RW       | Tampa Bay Lightning (von Philadelphia Flyers via Carolina Hurricanes) | Medicine Hat Tigers (WHL)             |
| 257. | Pauli Levokari          | Finnland           | D        | Atlanta Thrashers (von San Jose Sharks)                               | HIFK Helsinki (SM-liiga)              |
| 258. | Sergei Schemetow        | Russland           | LW       | Colorado Avalanche                                                    | Elemasch Elektrostal (Wysschaja Liga) |
| 259. | Yan Stastny             | Kanada             | C        | Boston Bruins                                                         | University of Notre Dame (NCAA)       |
| 260. | Pierre-Olivier Beaulieu | Kanada             | D        | Detroit Red Wings                                                     | Remparts de Québec (LHJMQ)            |

### Runde 9
| #    | Spieler              | Nationalität       | Position | NHL-Team                                                             | College-/Junioren-/Profi-Team              |
| ---- | -------------------- | ------------------ | -------- | -------------------------------------------------------------------- | ------------------------------------------ |
| 261. | François Caron       | Kanada             | D        | Mighty Ducks of Anaheim (von Atlanta Thrashers)                      | Moncton Wildcats (LHJMQ)                   |
| 262. | Christian Söderström | Schweden           | LW       | Detroit Red Wings (von Columbus Blue Jackets)                        | Timrå IK (Elitserien)                      |
| 263. | Sergei Mosjakin      | Russland           | LW       | Columbus Blue Jackets (von Florida Panthers)                         | ZSKA Moskau (Wysschaja Liga)               |
| 264. | Matthew Davis        | Kanada             | G        | Nashville Predators (von Tampa Bay Lightning via Colorado Avalanche) | Moncton Wildcats (LHJMQ)                   |
| 265. | Dwight LaBrosse      | Vereinigte Staaten | G        | Pittsburgh Penguins                                                  | Guelph Storm (OHL)                         |
| 266. | Steven Spencer       | Kanada             | D        | Nashville Predators                                                  | Swift Current Broncos (WHL)                |
| 267. | Chris Petrow         | Kanada             | D        | Mighty Ducks of Anaheim                                              | Oshawa Generals (OHL)                      |
| 268. | Michail Tjuljapkin   | Russland           | D        | Minnesota Wild                                                       | Torpedo Nischni Nowgorod II (Perwaja Liga) |
| 269. | Mika Hannula         | Schweden           | RW       | Minnesota Wild (von Calgary Flames)                                  | Malmö IF (Elitserien)                      |
| 270. | Rob Flynn            | Vereinigte Staaten | RW       | New York Rangers                                                     | Harvard University (NCAA)                  |
| 271. | Martin Čížek         | Tschechien         | D        | Buffalo Sabres                                                       | Slavia Prag U20 (Tschechien U20)           |
| 272. | Patric Blomdahl      | Schweden           | RW       | Washington Capitals                                                  | AIK Solna U20 (J20 SuperElit)              |
| 273. | Ned Havern           | Vereinigte Staaten | LW       | Dallas Stars                                                         | Boston College (NCAA)                      |
| 274. | Fredrik Johansson    | Schweden           | C        | Edmonton Oilers                                                      | Västra Frölunda U20 (J20 SuperElit)        |
| 275. | Konstantin Kornejew  | Russland           | D        | Canadiens de Montréal                                                | Krylja Sowetow Moskau (Superliga)          |
| 276. | Witali Atjuschow     | Russland           | D        | Ottawa Senators                                                      | Molot-Prikamje Perm (Superliga)            |
| 277. | Thomas Nüssli        | Schweiz            | LW       | Vancouver Canucks                                                    | EV Zug (NLA)                               |
| 278. | Matt Gens            | Vereinigte Staaten | D        | Vancouver Canucks Anm. 21                                            | St. Cloud State University (NCAA)          |
| 279. | Connor James         | Kanada             | C        | Los Angeles Kings                                                    | University of Denver (NCAA)                |
| 280. | Russell Spence       | Kanada             | LW       | Phoenix Coyotes                                                      | OCN Blizzard (MJHL)                        |
| 281. | Bill Kinkel          | Vereinigte Staaten | LW       | New Jersey Devils                                                    | Kitchener Rangers (OHL)                    |
| 282. | Adam Burish          | Vereinigte Staaten | RW       | Chicago Blackhawks                                                   | Green Bay Gamblers (USHL)                  |
| 283. | Per Braxenholm       | Schweden           | D        | New York Islanders                                                   | Mörrums GoIS IK (Allsvenskan)              |
| 284. | Ryan MacMurchy       | Kanada             | RW       | St. Louis Blues                                                      | Notre Dame Hounds (SJHL)                   |
| 285. | Staffan Kronwall     | Schweden           | D        | Toronto Maple Leafs                                                  | Huddinge IK (Allsvenskan)                  |
| 286. | Alexei Gluchow       | Russland           | LW       | Tampa Bay Lightning (von Carolina Hurricanes)                        | Chimik Woskressensk (Wysschaja Liga)       |
| 287. | John Toffey          | Vereinigte Staaten | C        | Tampa Bay Lightning (von Philadelphia Flyers)                        | Ohio State University (NCAA)               |
| 288. | Michael Hutchins     | Vereinigte Staaten | D        | San Jose Sharks                                                      | Des Moines Buccaneers (USHL)               |
| 289. | Sean Collins         | Vereinigte Staaten | C        | Colorado Avalanche                                                   | University of New Hampshire (NCAA)         |
| 290. | Pawel Frolow         | Russland           | C        | Boston Bruins                                                        | ZSKA Moskau II (Perwaja Liga)              |
| 291. | Jonathan Ericsson    | Schweden           | D        | Detroit Red Wings                                                    | Hästen Hockey U18 (J18 Elit)               |

## Statistik
| Rang | Nationalität       | Anzahl |
| ---- | ------------------ | ------ |
|      | Nordamerika        | 167    |
| 1.   | Kanada             | 108    |
| 2.   | Vereinigte Staaten | 59     |
|      | Europa             | 124    |
| 3.   | Russland           | 33     |
| 4.   | Tschechien         | 27     |
| 5.   | Finnland           | 26     |
| 6.   | Schweden           | 20     |
| 7.   | Schweiz            | 5      |
| 8.   | Lettland           | 3      |
| 8.   | Slowakei           | 3      |
| 10.  | Norwegen           | 2      |
| 11.  | Belarus            | 1      |
| 11.  | Dänemark           | 1      |
| 11.  | Österreich         | 1      |
| 11.  | Ukraine            | 1      |
| 11.  | Ungarn             | 1      |

| Rang | Position             | Anzahl |
| ---- | -------------------- | ------ |
| 1.   | Verteidiger          | 93     |
| 2.   | Center               | 62     |
| 3.   | linke Flügelstürmer  | 56     |
| 4.   | rechte Flügelstürmer | 47     |
| 5.   | Torhüter             | 33     |

| Rang | Liga                                              | Anzahl |
| ---- | ------------------------------------------------- | ------ |
| 1.   | Western Hockey League (WHL)                       | 44     |
| 2.   | National Collegiate Athletic Association (NCAA)   | 41     |
| 3.   | Ontario Hockey League (OHL)                       | 35     |
| 4.   | Ligue de hockey junior majeur du Québec (LHJMQ)   | 23     |
| 5.   | SM-liiga                                          | 17     |
| 6.   | United States Hockey League (USHL)                | 15     |
| 6.   | Wysschaja Liga                                    | 15     |
| 8.   | Tschechische Extraliga                            | 12     |
| 9.   | Elitserien                                        | 10     |
| 10.  | Superliga                                         | 9      |
| 11.  | J20 SuperElit                                     | 8      |
| 11.  | Nuorten SM-liiga                                  | 8      |
| 11.  | Perwaja Liga                                      | 8      |
| 14.  | Tschechien U20                                    | 7      |
| 15.  | US High School                                    | 6      |
| 16.  | British Columbia Hockey League (BCHL)             | 5      |
| 17.  | Nationalliga A (NLA)                              | 4      |
| 18.  | Alberta Junior Hockey League (AJHL)               | 3      |
| 18.  | Allsvenskan                                       | 3      |
| 18.  | Eastern Junior Hockey League (EJHL)               | 3      |
| 21.  | Saskatchewan Junior Hockey League (SJHL)          | 2      |
| 22.  | Deutsche Eishockey Liga (DEL)                     | 1      |
| 22.  | Division 1                                        | 1      |
| 22.  | East European Hockey League                       | 1      |
| 22.  | Eliteserien                                       | 1      |
| 22.  | J18 Elit                                          | 1      |
| 22.  | J20 Division 1                                    | 1      |
| 22.  | Manitoba Junior Hockey League (MJHL)              | 1      |
| 22.  | Mestis                                            | 1      |
| 22.  | North American Hockey League (NAHL)               | 1      |
| 22.  | Ontario Provincial Junior A Hockey League (OPJHL) | 1      |
| 22.  | Slowakische 1. Liga                               | 1      |
| 22.  | Slowakische Extraliga                             | 1      |
| 22.  | Western Ontario Hockey League (WOHL)              | 1      |

## Rückblick

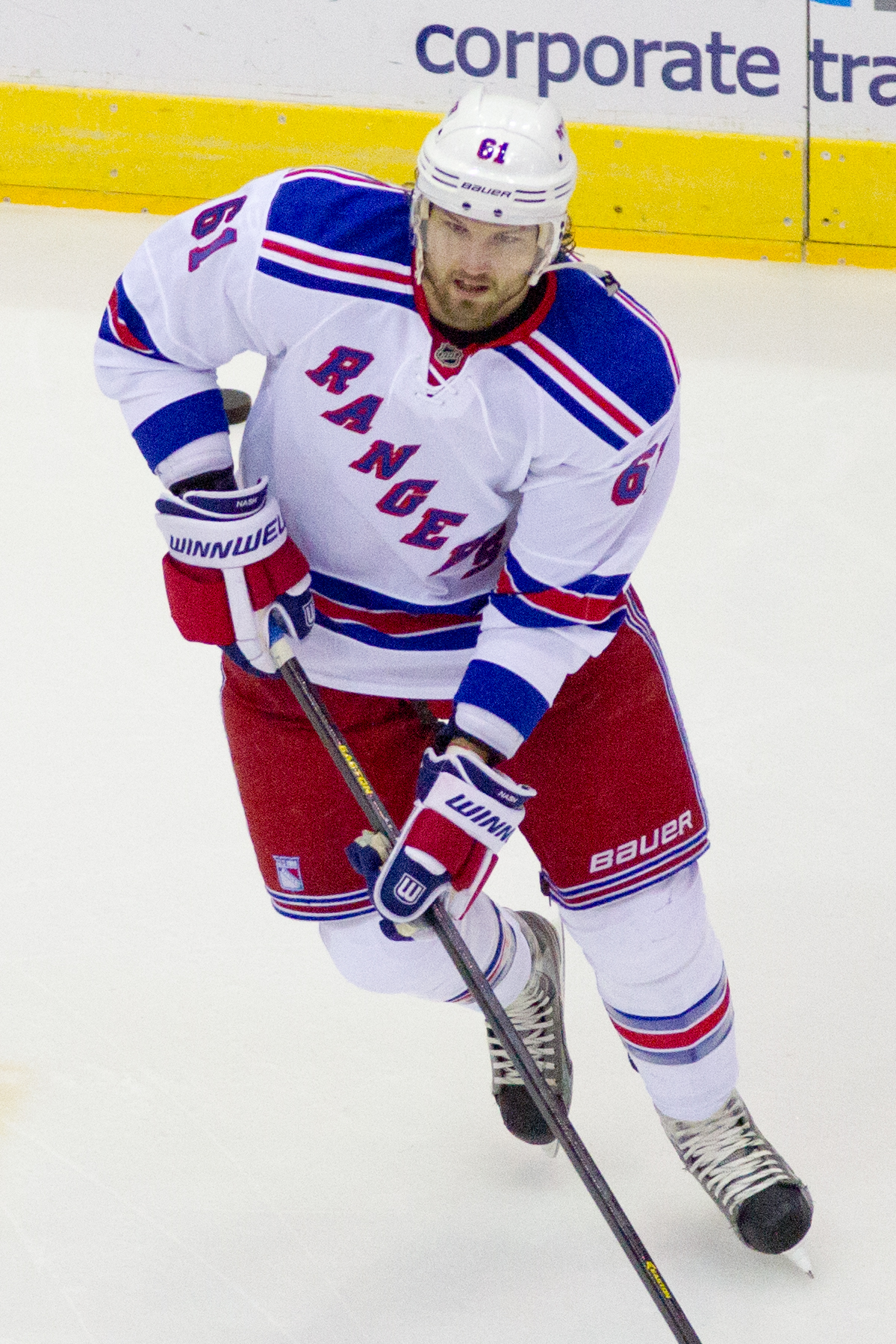
Rick Nash, bester Scorer dieses Jahrgangs

Alle Spieler dieses Jahrgangs haben ihre NHL-Karrieren beendet. Die Tabellen zeigen die jeweils fünf besten Akteure in den Kategorien Spiele, Tore, Vorlagen und Scorerpunkte sowie die fünf Torhüter mit den meisten Siegen in der NHL. Darüber hinaus haben 104 der 291 gewählten Spieler (ca. 36 %) mindestens eine NHL-Partie bestritten.
Fett: Bestwert
| Pick | Spieler           | Position | Spiele | Tore | Assists | Punkte |
| ---- | ----------------- | -------- | ------ | ---- | ------- | ------ |
| 1.   | Rick Nash         | LW       | 1060   | 437  | 368     | 805    |
| 54.  | Duncan Keith      | D        | 1256   | 106  | 540     | 646    |
| 24.  | Alexander Steen   | LW       | 1018   | 245  | 377     | 622    |
| 95.  | Valtteri Filppula | C        | 1056   | 197  | 333     | 530    |
| 13.  | Alexander Sjomin  | LW       | 650    | 239  | 278     | 517    |
| 3.   | Jay Bouwmeester   | D        | 1240   | 88   | 336     | 424    |
| 7.   | Joffrey Lupul     | LW       | 701    | 205  | 215     | 420    |
| 43.  | Trevor Daley      | D        | 1058   | 89   | 220     | 309    |

| Pick | Spieler           | Spiele | Siege |
| ---- | ----------------- | ------ | ----- |
| 25.  | Cam Ward          | 701    | 334   |
| 2.   | Kari Lehtonen     | 649    | 310   |
| 176. | Curtis McElhinney | 249    | 94    |
| 38.  | Josh Harding      | 151    | 60    |
| 213. | Fredrik Norrena   | 100    | 35    |